# Régiments de cavalerie français d'Ancien Régime (R)
Cet article présente la liste des régiments de cavalerie français d'Ancien Régime, commençant par la lettre R.

## Régiment de Raab cavalerie (1641-1646)
- Régiment de Raab cavalerie (1641-1646) 

Ce régiment croate est admis à la solde de la France, le 8 août 1641 pour participer à la guerre franco-espagnole. Envoyé en Allemagne en 1641, il se trouve en Picardie en 1642, à la bataille de Rocroi, aux prises de Thionville et Sierk en 1643, passe en Flandre, et assiste à la prise de Gravelines en 1644, et aux prises de Cassel, et de Mardyck, en 1645. Il prend le nom de régiment de Montbas-Bret cavalerie (1646-1647) après avoir été donné, le 11 janvier 1646, à Jean de Barthon, baron de Montbas-Bret.

## Régiment de Raab cavalerie (1655-1666)
- Régiment de Raab cavalerie (1655-1666) 

C'est l'ancien régiment de Montbéliard cavalerie, qui est renommé « régiment de Raab cavalerie » en 1655 après avoir été donné au colonel Raab. Le régiment est licencié en Picardie en 1666.

## Régiment de Rauzan cavalerie
- Régiment de Rauzan cavalerie 

C'est l'ancien régiment de Duras cavalerie qui prend le nom de « régiment de Rauzan cavalerie » après avoir été donné, le 22 février 1646, au comte de Rauzan. Envoyé en Flandre en 1647 il rejoint l'Allemagne en 1648.Il est quelquefois désigné sous le nom de « régiment de Turenne dragons ». Rentré en France en mars 1649, il est licencié et incorporé la même année dans le régiment de Turenne cavalerie (1646-1650).

## Régiment de Ravenel cavalerie
- Régiment de Ravenel cavalerie

Le régiment est levé le 13 février 1648, par Edmond Gaston de Ravenel, marquis de La Sablonnière, dans le cadre de guerre franco-espagnole. Envoyé en Flandre, il participe secours de Mouzon en 1650. Il prend le nom de régiment de Montbas-Bret cavalerie (1651-1654), après avoir été donné le 1er décembre 1651, à Jean de Barthon, baron de Montbas-Bret.

## Régiment de Ray cavalerie
- Régiment de Ray cavalerie

C'est l'ancien régiment de Lainville cavalerie qui prend le nom de « régiment de Ray cavalerie » après avoir été donné, en 1653 à M. de Ray. Engagé dans les combats contre la Fronde, le régiment est licencié à la fin de la camapgne.

## Régiment de dragons-étrangers de Rennepont
- Régiment de dragons-étrangers de Rennepont

C'est l'ancien régiment de dragons-étrangers de Robin qui prend le nom de « régiment de dragons-étrangers de Rennepont » après avoir été donné, le 18 octobre 1693, à Pierre de Pont, comte de Rennepont. Dans le cadre de la guerre de la Ligue d'Augsbourg il est conduit en Allemagne, puis il passe en Italie en 1696. Lors de la guerre de Succession d'Espagne, il se trouve de nouveau en Italie et il participe aux batailles de Carpi et de Chiari en 1701, à la défense de Mantoue en 1702, à la bataille de Luzzara, au combat de Borgoforte, à l'expédition du Trentin, aux batailles de Santa-Vittoria, de San-Benedetto, et aux prises d'Ivrée et de Verrue en 1703. Le régiment est donné, le 26 octobre 1704, au fils du mestre de camp avec lequel il se trouve à la bataille de Cassano en 1705, à la bataille de Calcinato en 1706 durant laquelle le mestre de camp y est tué. Le régiment est alors donné, le 22 septembre 1706, à son frère, Claude Alexandre de Pont, marquis de Rennepont. Il se trouve en Dauphiné en 1707, puis il passe sur le Rhin et participe aux sièges de Landau et de Fribourg en 1713. Réformé le 10 juillet 1714, le régiment est incorporé dans le régiment Royal-Cravates cavalerie.

## Régiment de Renneville cavalerie
- Régiment de Renneville cavalerie

Le régiment est levé le 16 janvier 1649, par Joachim Godet de Renneville. Dans le cadre de la Fronde, le régiment se trouve aux actions du blocus de Paris en 1649, puis il est envoyé en Flandre et en Champagne, ou il participe à la bataille de Rethel en 1650 avant de retourner en Flandre en 1651. En 1652, il se trouve aux batailles d'Étampes, du faubourg-Saint-Antoine et de Vitry. Le mestre de camp ayant été tué en novembre 1652, il prend le nom de régiment de Paloiseau cavalerie après avoir été donné à M. de Paloiseau.

## Régiment de Resnel cavalerie
- Régiment de Resnel cavalerie

Le régiment est levé le 1er mars 1651, par Clériadus de Clermont-d'Amboise, marquis de Resnel, sur le pied de 4 compagnies. Envoyé en Guyenne, il arrive en novembre 1651 dans le Nivernais. Attaché à l'armée de Turenne, il participe à la bataille du faubourg Saint-Antoine en 1652, aux secours de Rethel et de Mouzon, et au siège de Sainte-Menehould en 1653, à la prise de Stenay, au secours d'Arras en 1654, aux sièges de Landrecies, de Condé, et de Saint-Ghislain en 1655, au siège de Valenciennes en 1656 durant lequel le mestre de camp, Clériadus de Clermont-d'Amboise, marquis de Resnel est tué et remplacé, le 1er août, par son frère Louis de Clermont-d'Amboise, marquis de Resnel. Le régiment se trouve ensuite à la prise de Montmédy en 1657, et au siège de Gravelines en 1658. Licencié en Flandre le 18 avril 1661, excepté la compagnie mestre de camp, celle-ci fait partie, en 1664, des 10 compagnies de cavalerie que Louis XIV envoie en Hongrie au secours de l'Empereur et participe à la bataille de Saint-Gothard. Rétabli à 4 compagnies 7 décembre 1665, il se trouve aux sièges de Charleroi, d'Ath, de Tournai, de Douai, et de Lille en 1667. Le régiment est licencié le 26 mai 1668, sauf la compagnie de mestre de camp qui figure dans la liste des 66 escadrons du 26 février 1670. Il est rétabli le 9 août 1671, sur le pied de 6 compagnies pour participer à la guerre de Hollande et combat en Hollande en 1672, sur le Rhin en 1673 et à la bataille de Seneffe en 1674. Il prend le nom de régiment de Léry-Girardin cavalerie après avoir été donné le 1er janvier 1675, à Claude-François de Vauvray, comte de Léry-Girardin.

## Régiment de Retz cavalerie
- Régiment de Retz cavalerie

Ce régiment parlementaire est levé dans les premiers jours de janvier 1649, pour le Parlement de Paris, par Jean-François Paul de Gondi, abbé de Retz, coadjuteur de Paris, évêque in partibus de Corinthe, et sous le commandement du mestre de camp-lieutenant Renaud, chevalier de Sévigné, beau-frère de la marquise. Ce régiment est désigné plaisamment sous le nom de « régiment de Corinthe », et aussi sous celui de « régiment des Portes cochères », parce que chaque hôtel de Paris devait fournir un cavalier. Ce corps fait, le 28 janvier 1649, du côté de Longjumeau, une de ces sorties si chères aux Parisiens, et est battu à plates coutures par le prince de Condé, qui appela ce combat : « La première aux Corinthiens ». Le régiment ne rechercha pas l'occasion de recevoir une seconde épître, et est licencié 3 avril suivant.

## Régiment de Richelieu cavalerie
- Régiment de Richelieu cavalerie

Le régiment est levé le 18 juillet 1650, sur pied de 3 compagnies, par Jean-Baptiste Amador de Vignerod marquis de Richelieu dans le cadre de la guerre franco-espagnole. Envoyé dans le Nivernais en novembre 1651, il participe aux batailles de Gergeau, d'Etampes et du faubourg Saint-Antoine en 1652, puis en 1653 il passe en Champagne et se trouve aux sièges de Vervins, de Rethel, de Mouzon  et de Sainte-Menehould, en 1654 au siège de Stenay et au secours d'Arras, en 1655 aux sièges de Landrecies, de Condé et de Saint-Ghislain, en 1656 à celui de Valenciennes, en 1657 aux prises de Montmédy et de Saint-Venant, et en 1658 à la bataille des Dunes et à la prise de Dunkerque. Le régiment est licencié en Flandre le 20 juillet 1660. C'est peut-être avec les débris de ce régiment que Latréaumont a formé en 1664, sous le nom de cuirassés de Richelieu et pour le service de l'Empereur, un régiment qui s'est distingué en Hongrie contre les Turcs et qui pourrait avoir laissé des traces dans la cavalerie autrichienne.

## Régiment de Rieux cavalerie
- Régiment de Rieux cavalerie

Ce régiment parlementaire est levé dans les premiers jours de janvier 1649, pour le Parlement de Paris, par le comte de Rieux. Dans le cadre de la Fronde parlementaire, le régiment participe au combat de Brie-Comte-Robert et est licencié le 3 avril suivant.

## régiment de Roannais cavalerie
- Régiment de Roannais cavalerie ou régiment de  Roannez cavalerie

Le régiment est levé le 12 janvier 1649, par Artus de Gouffier, duc de Roannez. Engagé dans la guerre franco-espagnole, il est envoyé en Flandre, et participe au sièges de Cambrai et de Condé en 1649. Il rejoint ensuite la Guyenne et se il trouve réduction de Bordeaux en 1651 puis il sert en Poitou en 1652 et 1653 et y est licencié fin de 1653.

## Régiment de dragons-étrangers de Robin
- Régiment de dragons-étrangers de Robin

C'est l'ancien régiment de dragons-étrangers de Varennes qui prend le nom de « régiment de dragons-étrangers de Robin » après avoir été donné, le 30 mars 1693, à M. du Robin. Il prend le nom de régiment de dragons-étrangers de Rennepont le 18 octobre 1693, après avoir été donné à Pierre de Pont, comte de Rennepont.

## Régiment de Rochelidoux cavalerie
- Régiment de Rochelidoux cavalerie

Le régiment est levé, 9 novembre 1651, par Roch de Mérinville de Rochelidoux. Il combat en Guyenne et est licencié à la fin de 1652.

## Régiment du Roi cavalerie
- Régiment du Roi cavalerie

C'est l'ancien régiment des Fusiliers à cheval du Roi, qui, transformé en régiment de cavalerie ordinaire le 16 février 1646 prend le titre de « régiment du Roi cavalerie ». Le régiment d'Archiac cavalerie est incorporé en 1761, et le « régiment du Roi cavalerie » est réorganisé le 14 avril 1763, conformément à la nouvelle ordonnance. Le « régiment du Roi cavalerie » devient sous la Révolution le 6e régiment de cavalerie et  depuis le Premier Empire le 6e régiment de cuirassiers.
.	

Régiment du Roi cavalerie
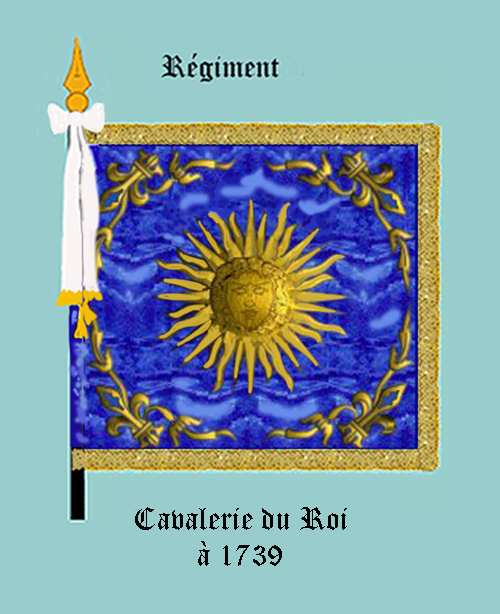
avant 1739 avers
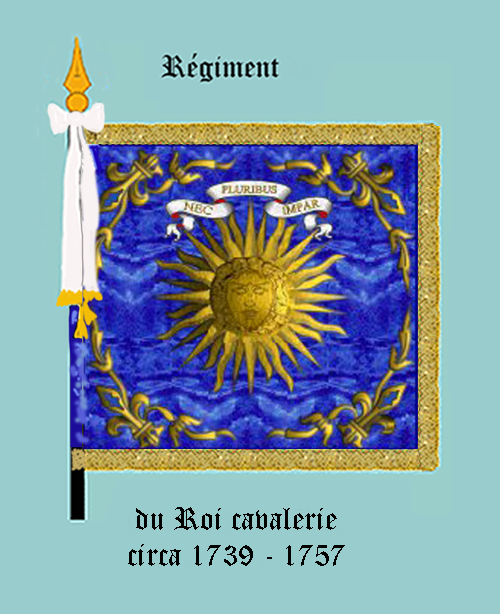
de 1739 à environ 1757 avers
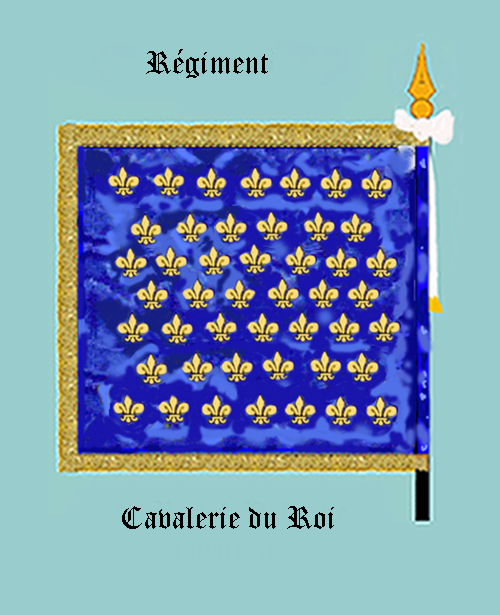
de 1739 à environ 1757 revers
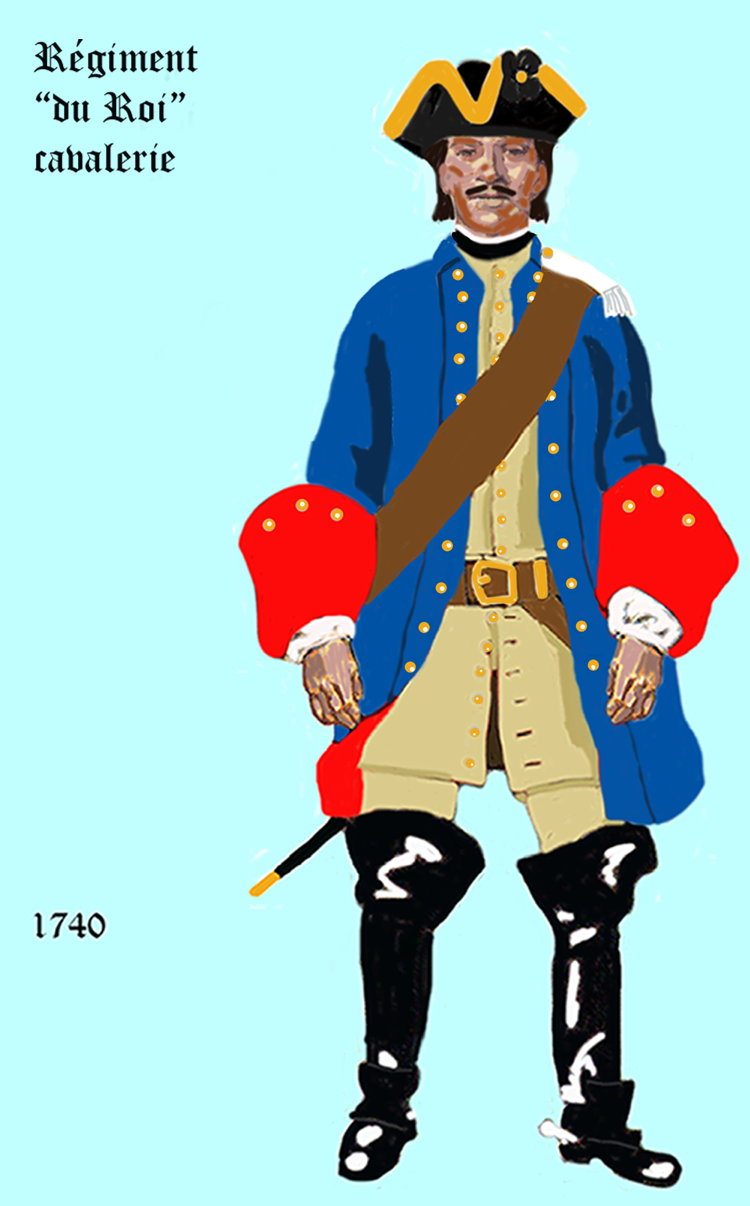
de 1740 à 1757
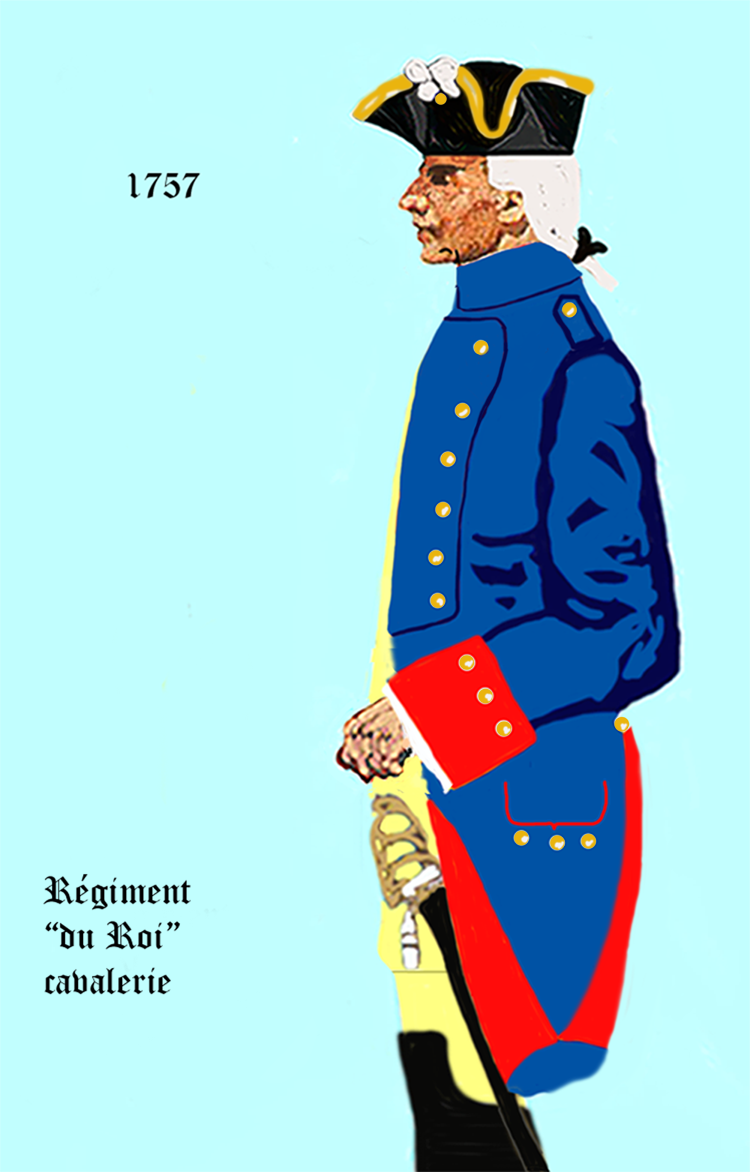
de 1757 à 1762
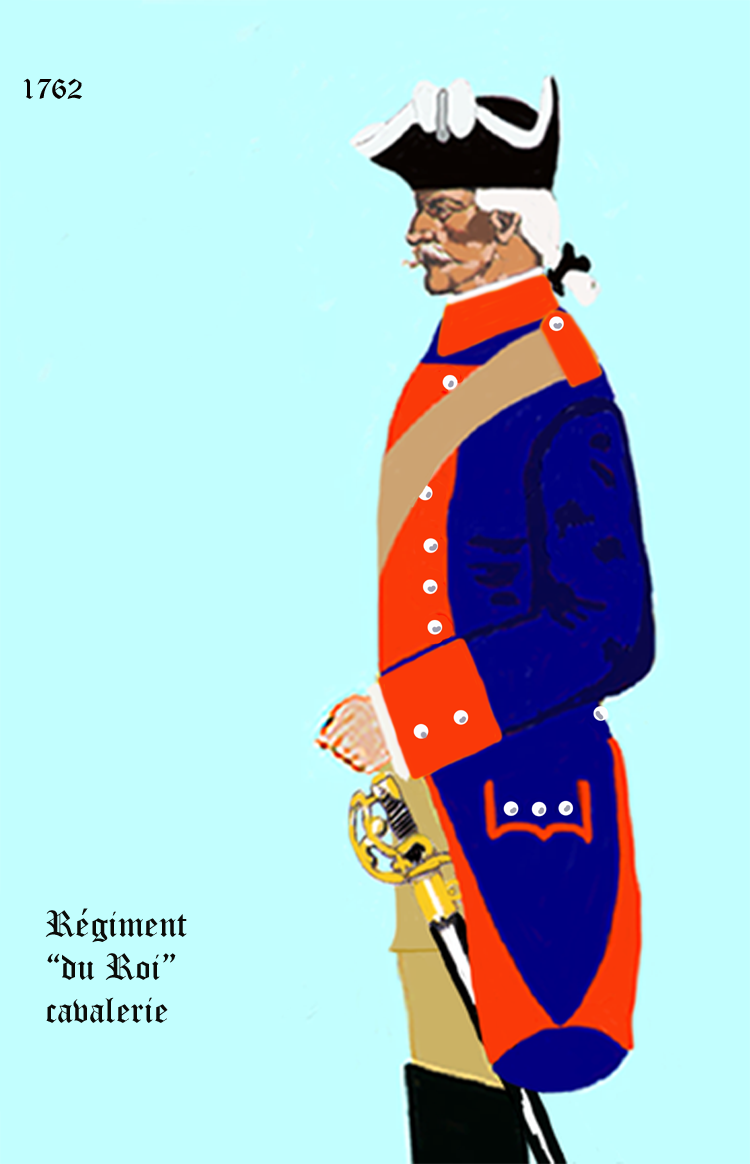
de 1762 à 1767
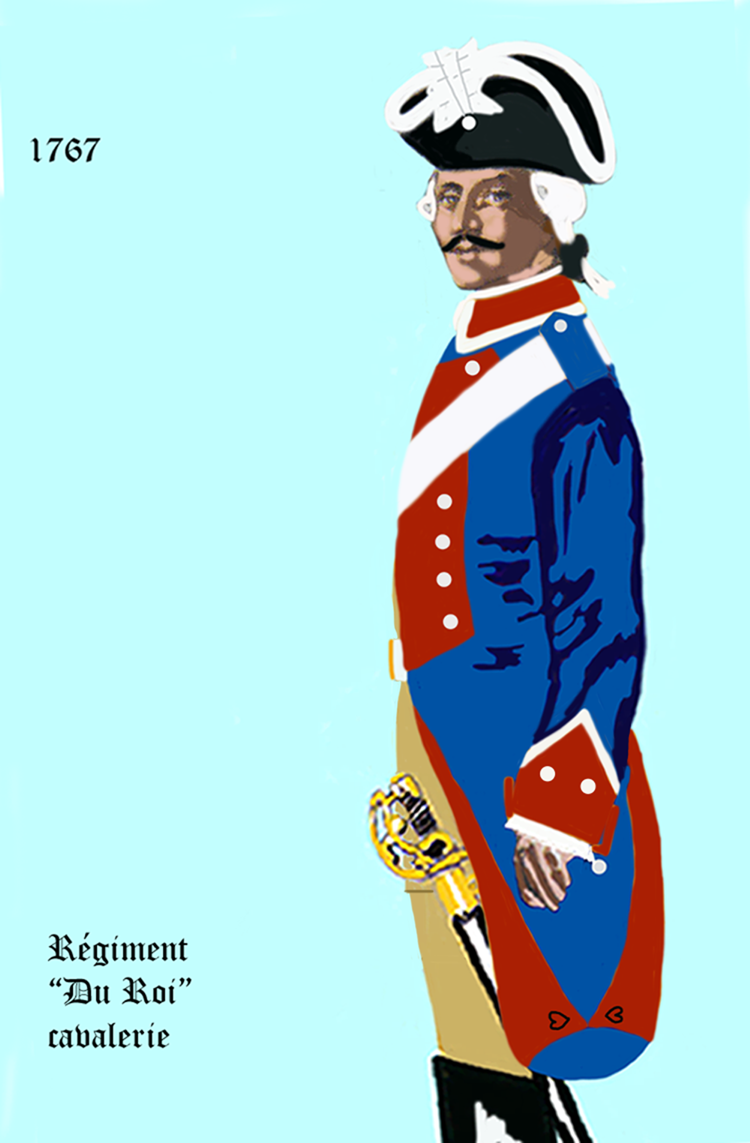
de 1767 à 1776
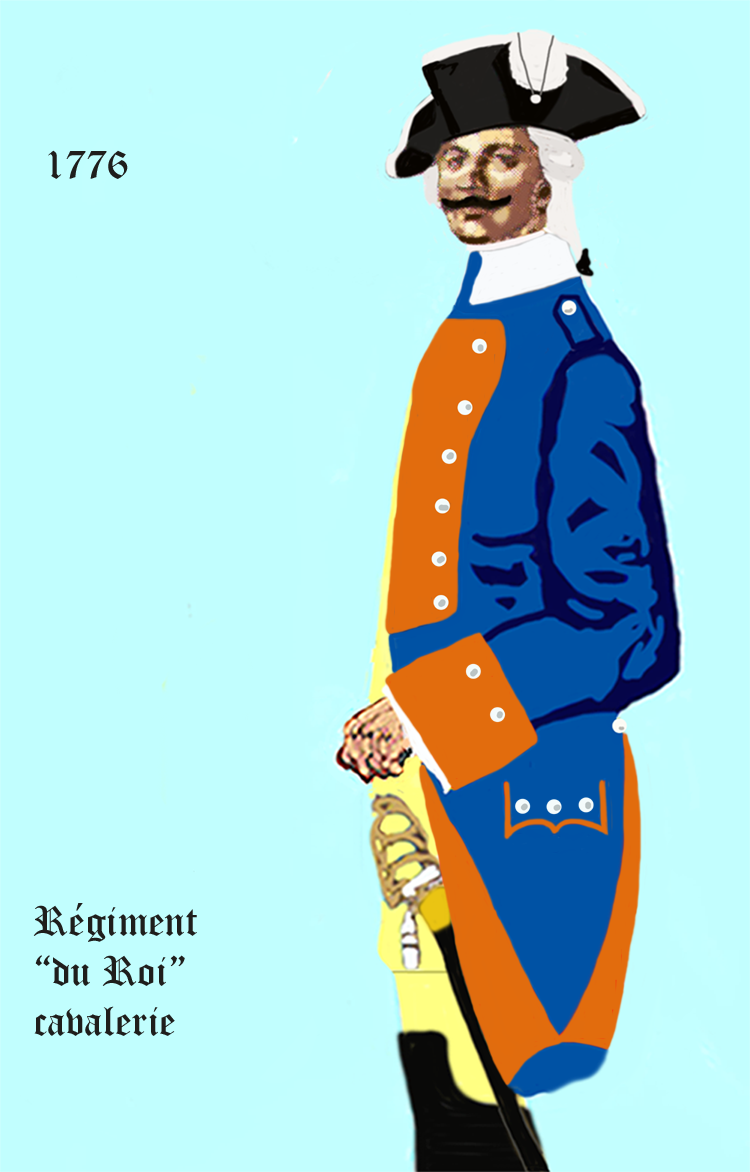
de 1776 à 1779
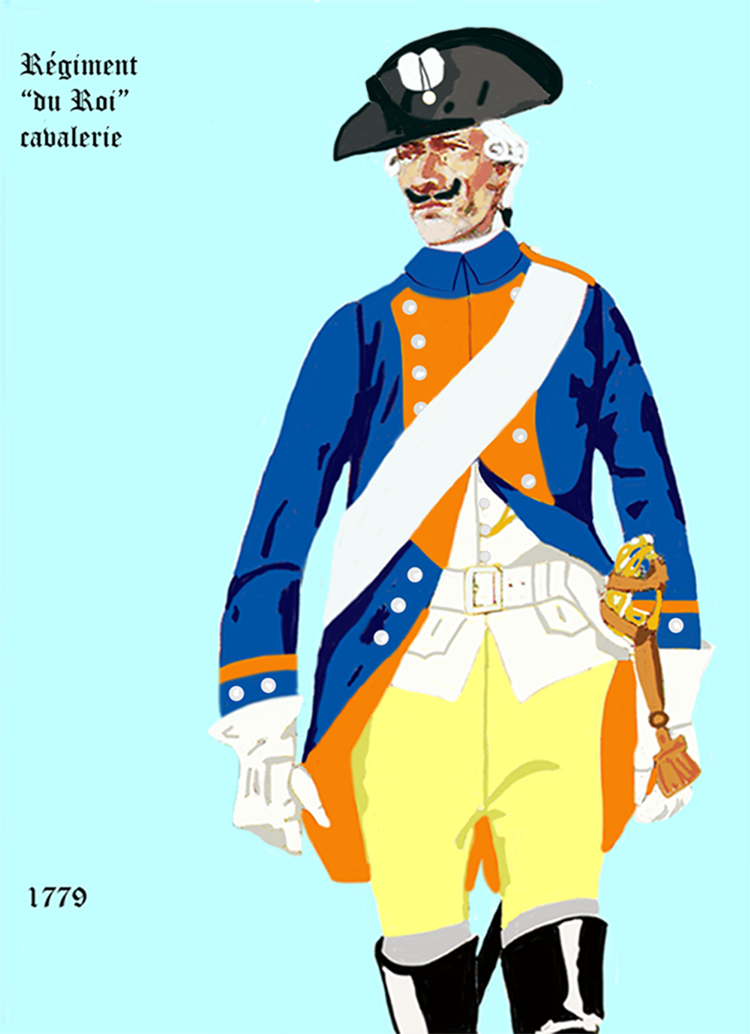
de 1779 à 1786
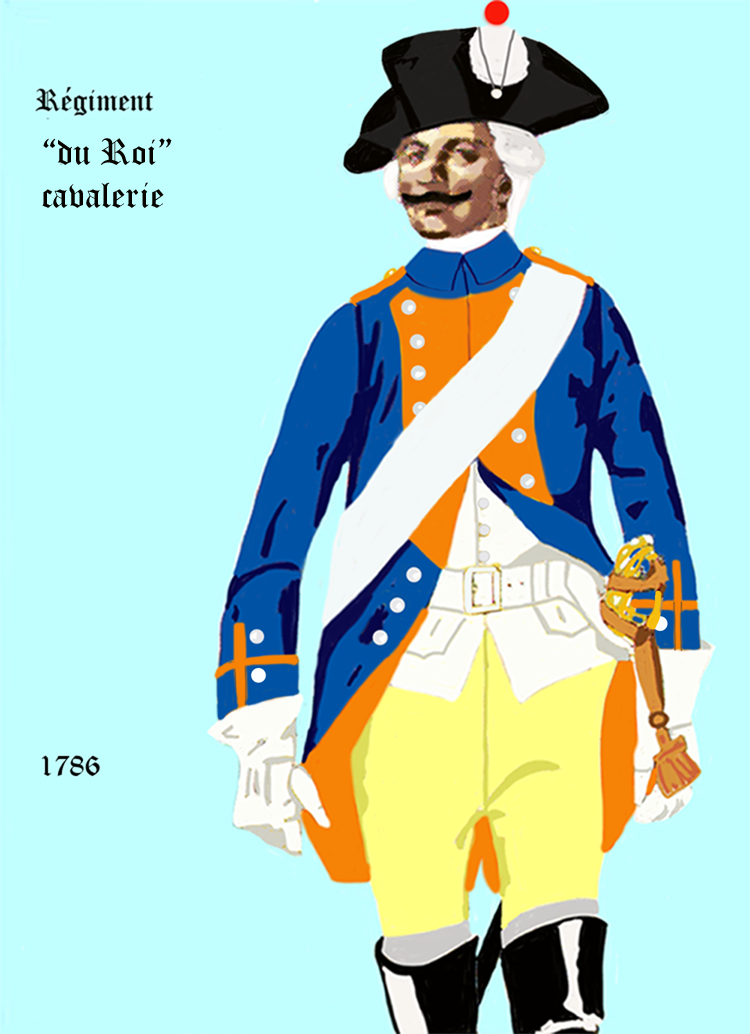
de 1786 à 1791
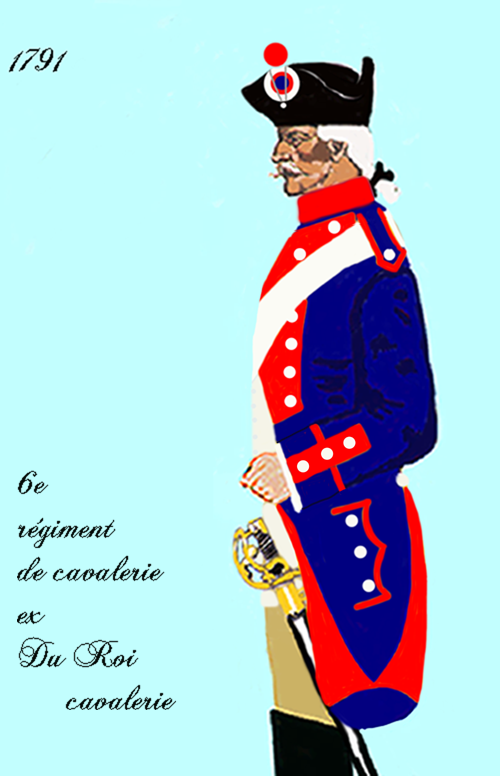
à partir de 1791

## Régiment des Fusiliers à cheval du Roi
- Régiment des Fusiliers à cheval du Roi

C'est l'ancien régiment des Fusiliers à cheval de Son Éminence, qui, par ordonnance du 1er août 1643 lui donne le titre de « régiment des Fusiliers à cheval du roi ». Le 16 février 1646, le « régiment des Fusiliers à cheval du Roi » est transformé en régiment de cavalerie ordinaire et il s'appela désormais régiment du Roi cavalerie.

## Régiment des Cuirassiers du Roi
- Régiment des Cuirassiers du Roi

C'est l'ancien régiment de Villequier cavalerie (1651-1665), qui prend le nom de « régiment des Cuirassiers du Roi », le 2 décembre 1665. Le 2 décembre 1665, il prend le nom de régiment de Cuirassiers du Roi. Le « régiment des Cuirassiers du Roi » est devenu sous la Révolution le 8e régiment de cavalerie avant de prendre à partir du Consulat celui de 8e régiment de cuirassiers.

Régiment des Cuirassiers du Roi
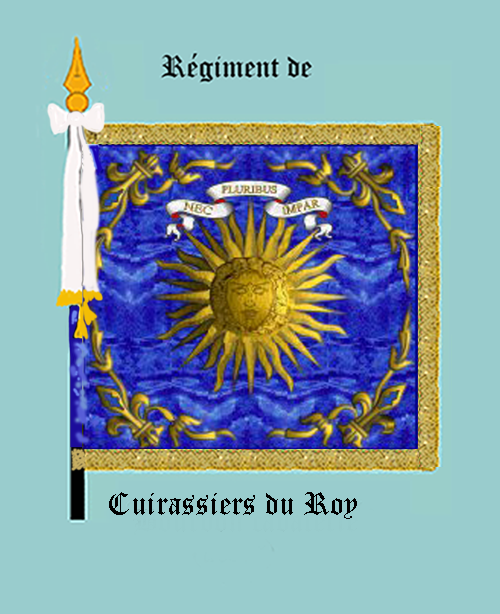
régiment des Cuirassiers du Roi, avers
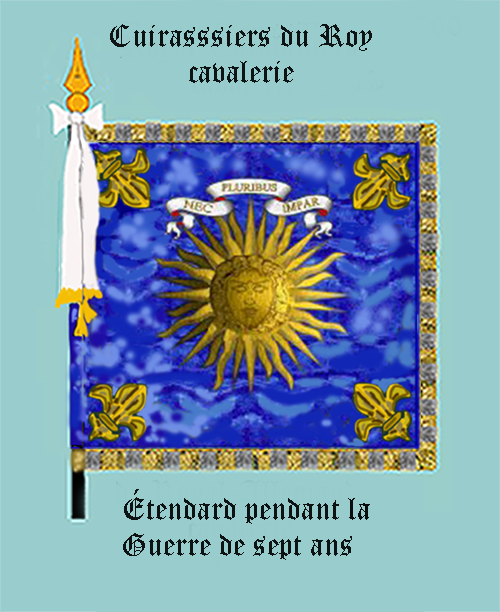
régiment des Cuirassiers du Roi, avers
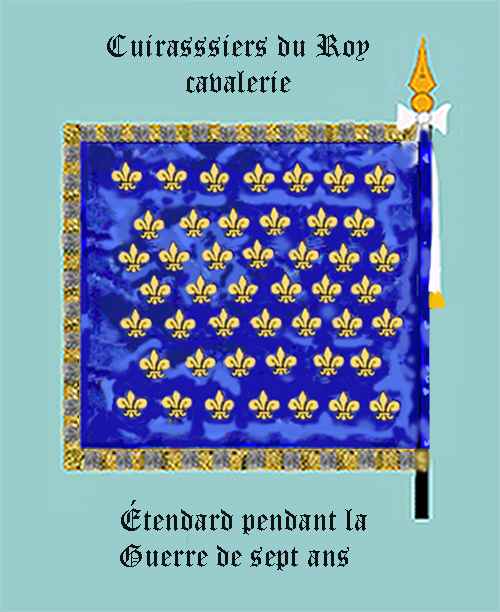
régiment des Cuirassiers du Roi, revers
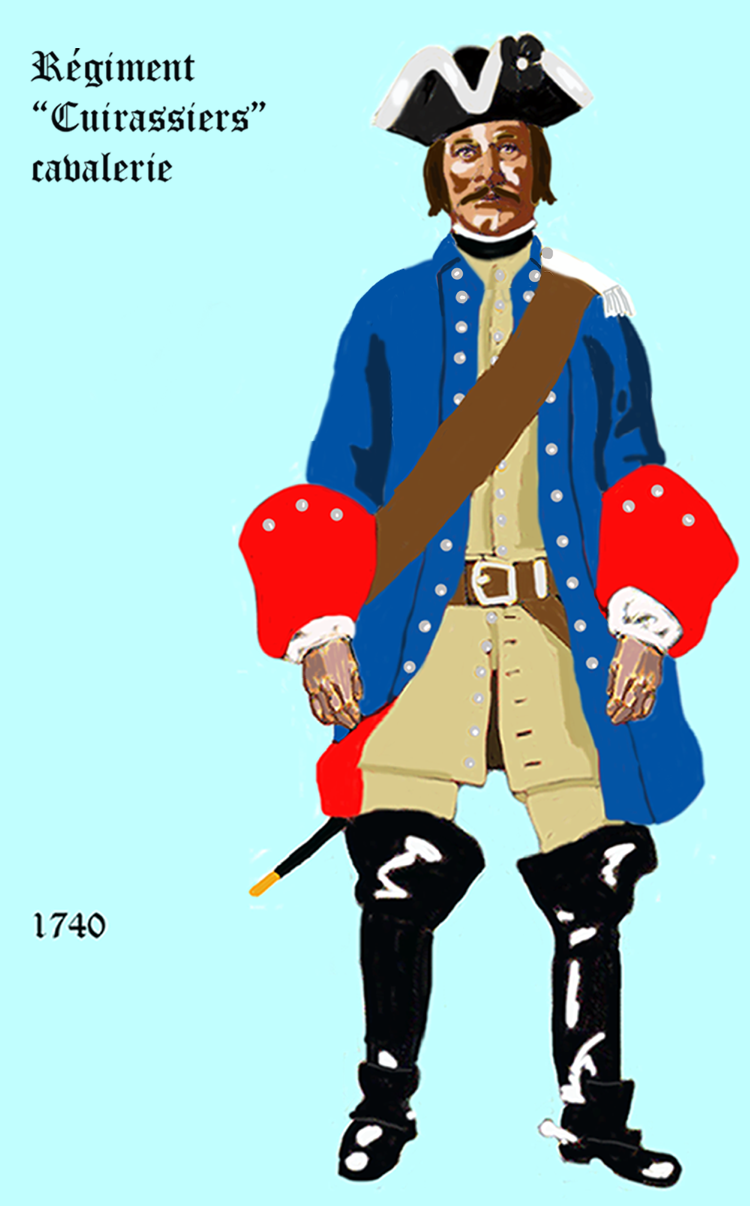
régiment des Cuirassiers du Roi de 1740 à 1757
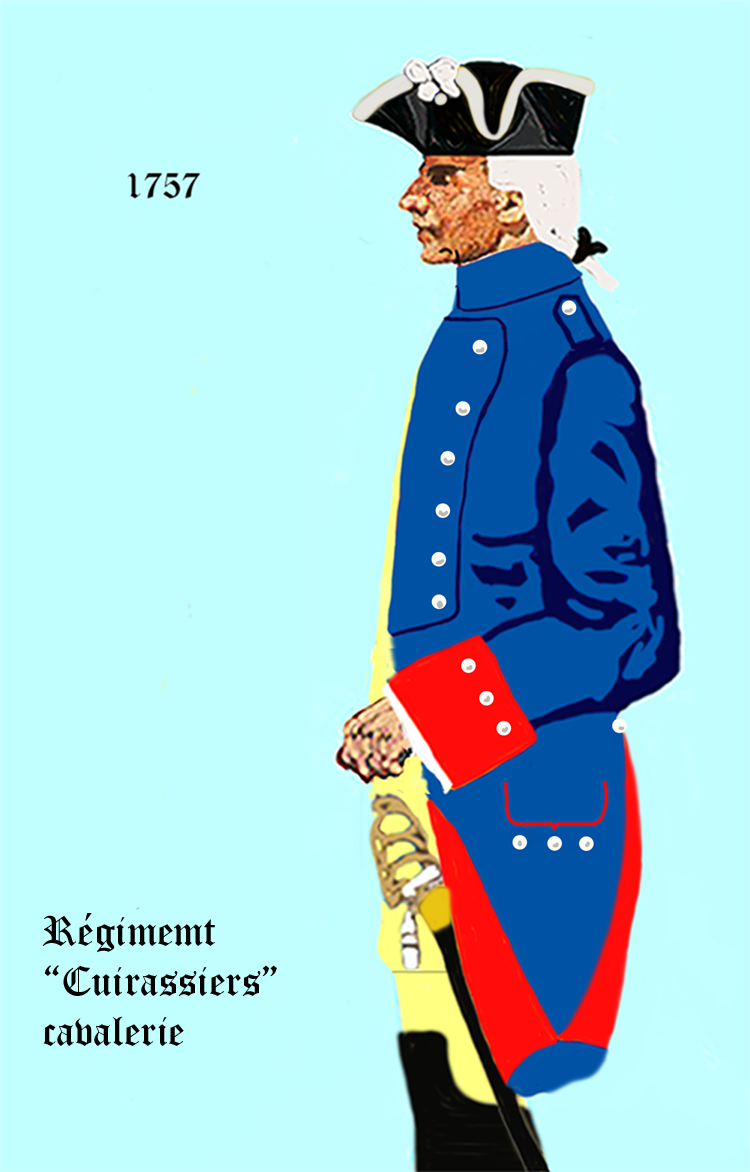
régiment des Cuirassiers du Roi de 1757 à 1762
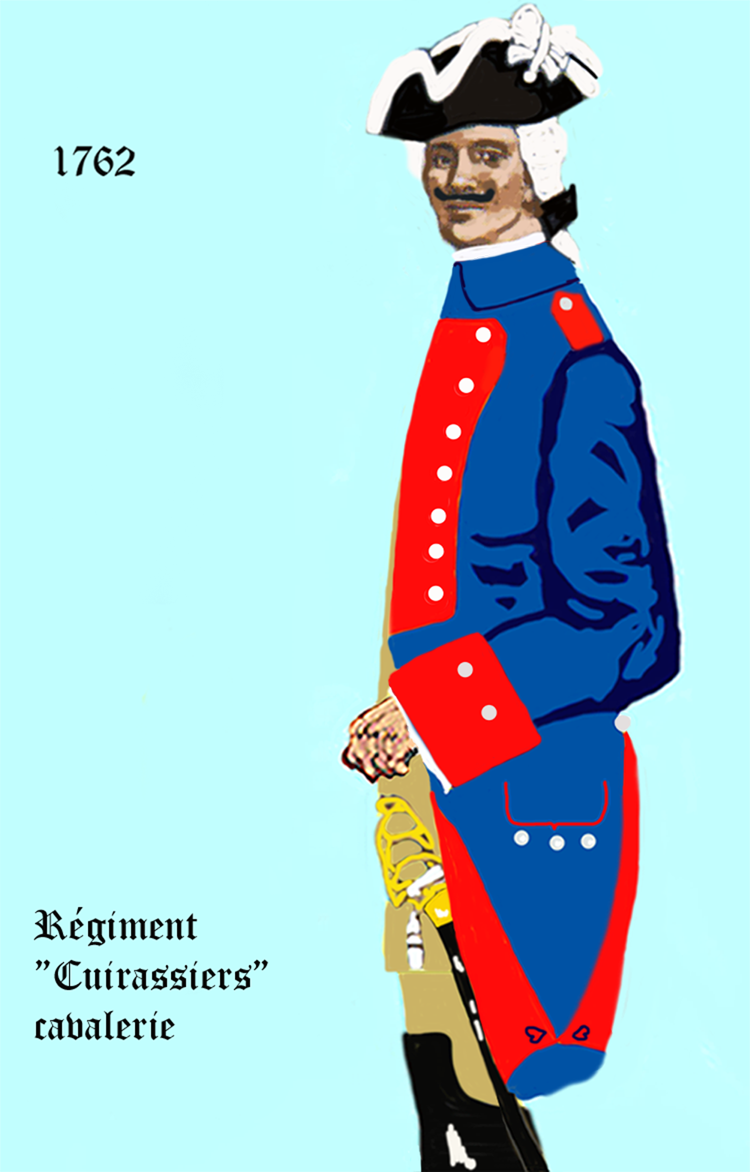
régiment des Cuirassiers du Roi de 1762 à 1767
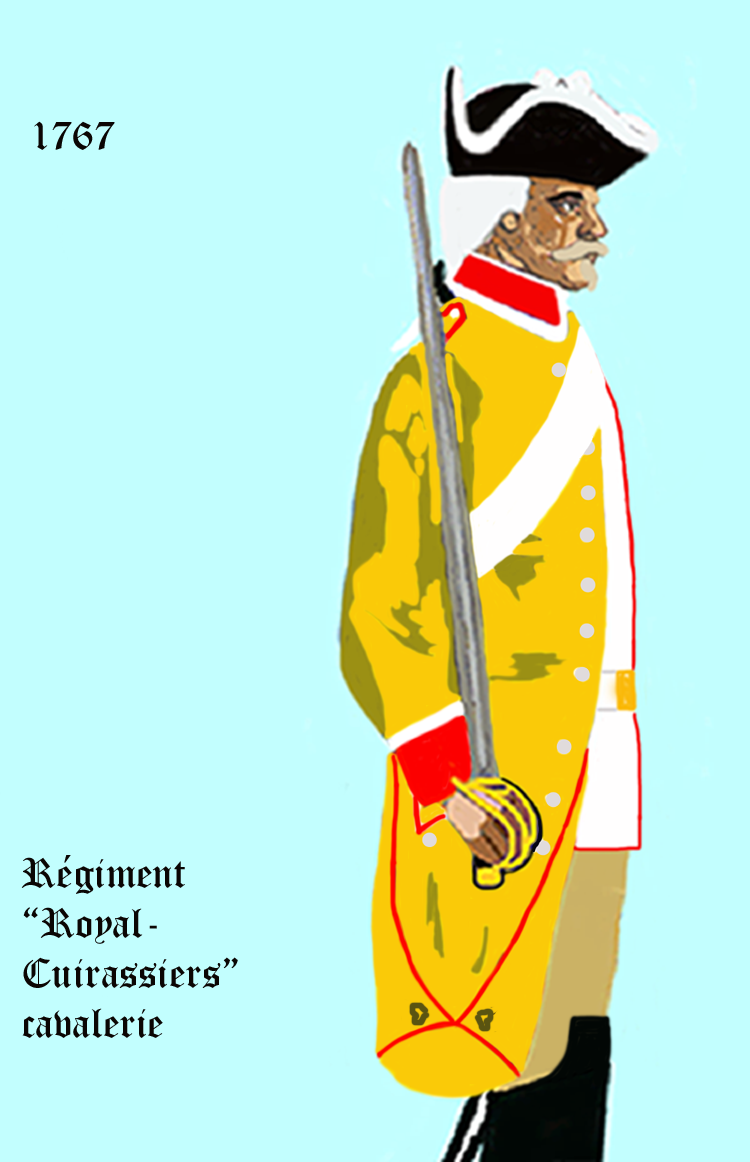
régiment des Cuirassiers du Roi de 1767 à 1776
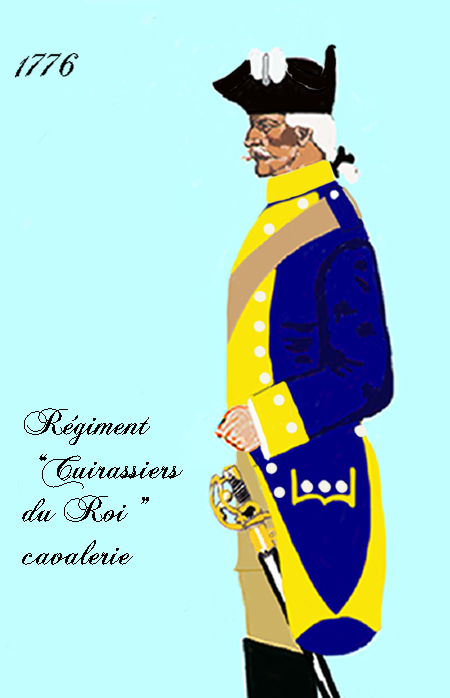
régiment des Cuirassiers du Roi de 1776 à 1779
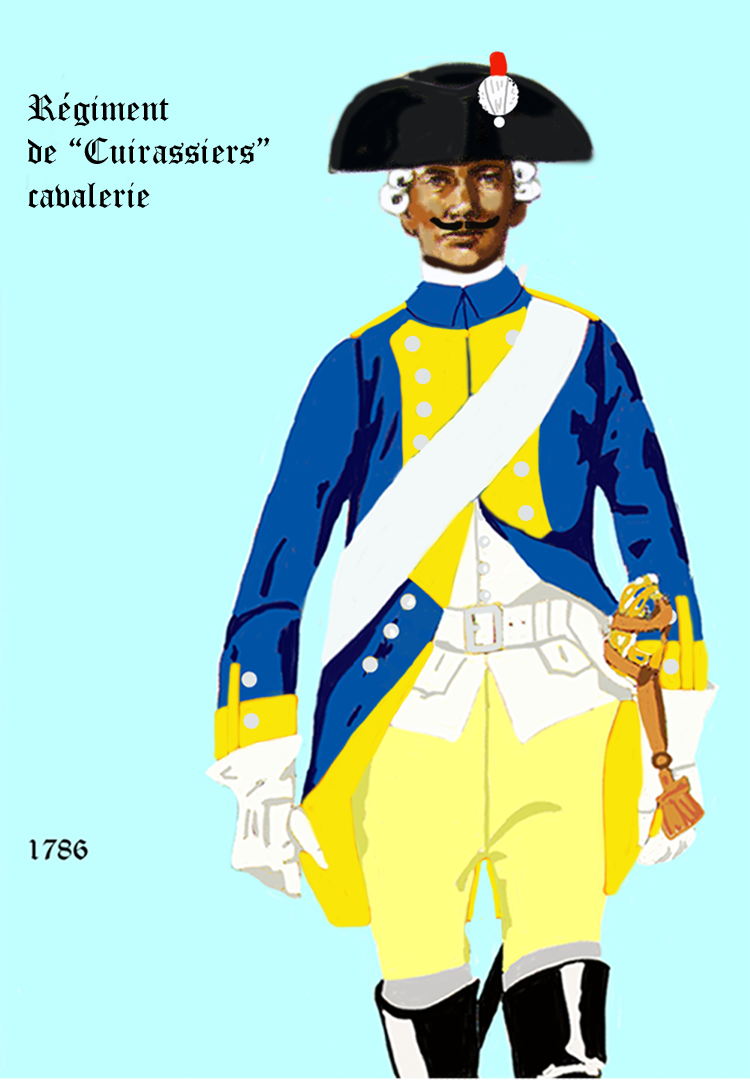
régiment des Cuirassiers du Roi de 1786 à 1791
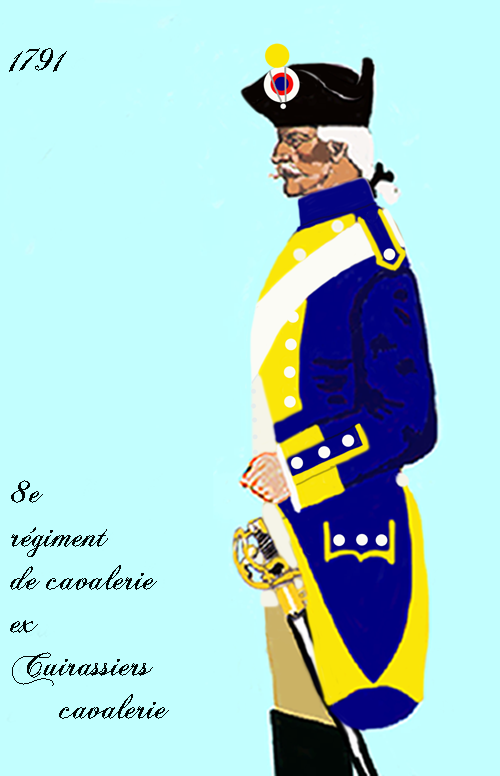
8e régiment de cavalerie à partir de 1791

## Régiment des Dragons du Roi
- Régiment des Dragons du Roi

## Garde du corps du Roi
- Garde du corps du Roi

## Régiment de Romainville cavalerie
- Régiment de Romainville cavalerie

Le régiment est levé, le 12 février 1648, par M. de Romainville, pour participer à la guerre franco-espagnole. Engagé en Italie, il rejoint la Bourgogne en 1650 puis la Champagne, etse trouve à la bataille de Rethel en 1650, et passe en Picardie en 1651. Il prend le nom de régiment de Montcavrel cavalerie après avoir été donné, le 15 septembre 1651, à Jean-Baptiste de Monchy, marquis de Montcavrel.

## Régiment de Roncherolles cavalerie
- Régiment de Roncherolles cavalerie

C'est l'ancien régiment de Maineville cavalerie (1642-1645), qui prend le nom de « régiment de Roncherolles cavalerie », après avoir été donné, le 24 février 1645, à Pierre, marquis de Roncherolles. Engagé dans la guerre franco-espagnole, il est envoyé en Allemagne puis passe en Flandre pour le siège de la Mothe-aux-Bois en 1645, et retourne en Allemagne et revient en Flandre en 1646. Il est de nouveau en Allemagne en 1647 et combat en Allemagne et en Italie en 1648. De retour en Flandre en 1649, le mestre de camp se démet, le 28 mai 1649, en faveur de François de Courseulles, marquis de Rouvray. Le régiment prend alors le nom de régiment de Rouvray cavalerie.

## Régiment de Roquelaure cavalerie
- Régiment de Roquelaure cavalerie

Ce régiment est levé, le 14 août 1638, par Gaston Jean-Baptiste, marquis de Roquelaure dans le cadre de la guerre de Trente Ans. Envoyé dans les Pyrénées, il rejoint le Roussillon, il se trouve au siège de Salces en 1639, puis il rejoint l'Italie, participe au secours de Casal, et au siège et combat de Turin en 1640 avant de rejoindre la Picardie, où il participe au siège de Bapaume, et à la bataille de la Marfée en 1641, à la bataille de Honnecourt en 1642, à la bataille de Rocroi et à la prise de Thionville en 1643, à la prise de Gravelines en 1644, aux prises de Béthune, de Bourbourg en 1645, à la prise de Courtrai en 1646, aux prises de La Bassée, de Lens et de Dixmude en 1647, aux prises d'Ypres et de Furnes, et à la bataille de Lens en 1648, aux sièges de Cambrai et de Condé en 1649. Il rejoint ensuite la Guyenne et la Catalogne en 1650 puis il revient en Guyenne en 1651, participe au siège de Bordeaux en 1653 et retourne en Catalogne en 1655. Le régiment est licencié le 18 avril 1661, en Catalogne.

## Régiment de Roquépine cavalerie
- Régiment de Roquépine cavalerie

Ce régiment est levé, le 2 janvier 1651, par Louis Gilles du Bouzet, marquis de Roquépine dans le cadre de la guerre franco-espagnole. Il sert en Flandre puis en Champagne, et participe au siège de Sainte-Menehould en 1653, à la prise de Stenay, et au secours d'Arras en 1654, aux sièges de Landrecies, de Condé, de Saint-Ghislain en 1655, et au siège de Valenciennes en 1656. Mis en garnison à La Capelle en 1657, il se trouve à prise de Montmédy, puis en 1658 il assiste à la bataille des Dunes puis aux sièges de Dunkerque et de Gravelines. Il est licencié le 18 avril 1661, en Flandre.

## Régiment de Rosen dragons
- Régiment de Rosen dragons 

Ce régiment allemand est levé, le 22 janvier 1640, par Jean de Rosen dans le cadre de la guerre de Trente Ans. Engagé en Allemagne, le régiment combat sur le Weser et à la bataille de Wolfenbüttel en 1641, à la prise d'Ordingen, à la bataille de Kampen (en), aux prises de Neuss, de Leichnick, de Brunswick, secours de Leipzig en 1642, à la bataille de Tuttlingen en 1643, à la bataille de Fribourg, aux prises de Philisbourg, de Mayence et de Landau en 1644, à la prise de Guermesheim, aux batailles de Mariendal et de Nordlingen, prise d'Heillbronn et de Trêves en 1645 et il fait des courses en Franconie et en Souabe en 1646. Il se trouve en Flandre en 1649, assiste au siège de Cambrai puis il estmis en garnison à Condé. Il se trouve en Champagne en 1650 et il est entièrement détruit à la bataille de Rethel.

## Régiment de Rosen cavalerie (1643-1645)
- Régiment de Rosen cavalerie (1643-1645) également appelé régiment de Rosen nouveau cavalerie

C'est l'ancien régiment de Goësbriant cavalerie, qui est renommé « régiment de Rosen nouveau cavalerie » en 1643, après avoir été donné à Jean de Rosen, le colonel qui avait déjà un autre régiment de son nom (régiment de Rosen vieux cavalerie). Engagé dans la guerre de Trente Ans, le régiment se trouve à la bataille de Nördlingen en 1645. À la fin de la campagne, le « Régiment de Rosen nouveau cavalerie » et le régiment de Rosen vieux cavalerie sont fondus en un seul régiment dénommé régiment de Rosen (1635-1749).

## Régiment de Rosen cavalerie (1635-1749)
- Régiment de Rosen cavalerie (1635-1749) également appelé régiment de Rosen vieux cavalerie[3]

Ce régiment weimarien est admis à la solde de la France le 26 octobre 1635, sous le commandement du colonel Jean de Rosen. Il était fort de 1 000 chevaux à la bataille de Lutzen en 1632, où fut tué Gustave-Adolphe. En 1643, il participe à la bataille de Tuttlingen en 1643 et est alors désigné sous le nom de « régiment de Rosen vieux cavalerie », à cause d'un autre régiment appartenant au même colonel (régiment de Rosen nouveau cavalerie). Le régiment se trouve à la bataille de Nördlingen en 1645, et à la fin de la campagne, le « Régiment de Rosen nouveau cavalerie » et le régiment de Rosen vieux cavalerie sont fondus en un seul régiment dénommé « régiment de Rosen » qui reste en Allemagne jusqu'en mars 1649, puis il est envoyé en Flandre en mars 1649, en Champagne en 1650, et participe à la bataille de Rethel, où Jean de Rosen est tué. Il est alors donné, le 25 décembre 1650, à Reynold de Rosen, neveu du précédent. Le régiment est licencié en 1653, sauf la compagnie colonelle, qui demeure franche, et qui sert de noyau, le 20 novembre 1667 à un régiment mis sur pied par Reynold de Rosen, et cédé, le 30 décembre suivant, à Conrad, marquis de Rosen. Le régiment occupe Dunkerque, Bergues et Hesdin et il est licencié le 26 mai 1668, sauf la compagnie mestre de camp. Le régiment est rétabli, le 23 août 1671, par Conrad de Rosen, sur le pied de 3 compagnies pour participer à la guerre de Hollande. Il rejoint la Hollande en 1672 et participe aux prises de Maeseyck, de Saint-Trond, de Tongres, de Burick, de Rées, d'Arnheim, de Schenk et de Nimègue en 1672 puis au siège de Maastricht en 1673, à la bataille de Seneffe, et à la prise d'Audenarde en 1674, à la prise de Limbourg en 1675, aux prises de Condé, de Bouchain, et d'Aire, et à la levée du siège de Maastricht en 1676, aux prises de Valenciennes et de Cambrai, où Conrad de Rosen est blessé, en 1677, aux prises de Gand, d'Ypres, et à la bataille de Saint-Denis, en 1678. Il se trouve sur le Rhin en 1679, et participe à la bataille de Minden, et au passage du Weser en 1679. Il prend le nom de régiment de Rottembourg cavalerie après avoir été donné, le 9 novembre 1682, à Frédéric Nicolas, comte de Rottembourg, gendre de Conrad de Rosen. Il reprend le nom de « régiment de Rosen cavalerie » après avoir été donné, le 17 février 1696, à Reynold Charles, comte de Rosen, beau-frère de Rottembourg. Dans le cadre de la guerre de la Ligue d'Augsbourg il se trouve au siège d'Ath en 1697, puis il rejoint le camp de Compiègne en 1698, après le traité de Ryswick. Engagé dans la guerre de Succession d'Espagne, il est envoyé en Flandre en 1701, participe au siège de Nimègue en 1702, et à la bataille d'Ekeren en 1703. Il rejoint la Moselle en 1704, la Flandre en 1705, à la bataille de Ramillies en 1706, à la bataille d'Audenarde en 1708. Il reprend le nom de régiment de Rottembourg cavalerie après avoir été donné, le 2 avril 1709, à Conrad-Alexandre, comte de Rottemhourg, neveu de Reynold Charles, comte de Rosen. Il reprend le nom de « régiment de Rosen cavalerie » après avoir été donné, le 12 avril 1729, à Anne-Armand, marquis de Rosen. Il se trouve au camp de la Saône en 1732 et participe à guerre de Succession de Pologne en Italie de 1733 à 1736. Il est en garnison à Dole en 1738, à Givet en 1741, et passe en Westphalie. Il participe au ravitaillement de Braunau en 1742, à la bataille de Rheinviller en 1743, aux batailles de Weissembourg et d'Augenheim, au siège de Fribourg en 1744, à la bataille de Fontenoy en 1745, à la bataille de Raucoux en 1746, à la bataille de Lauffeld et au siège de Berg-op-Zoom en 1747, au siège de Maastricht en 1748. Il prend le nom de régiment de Wurtemberg cavalerie après avoir été donné, le 1er février 1749, à Louis-Eugène, prince de Wurtemberg.

Régiment de Rosen cavalerie (1635-1749)
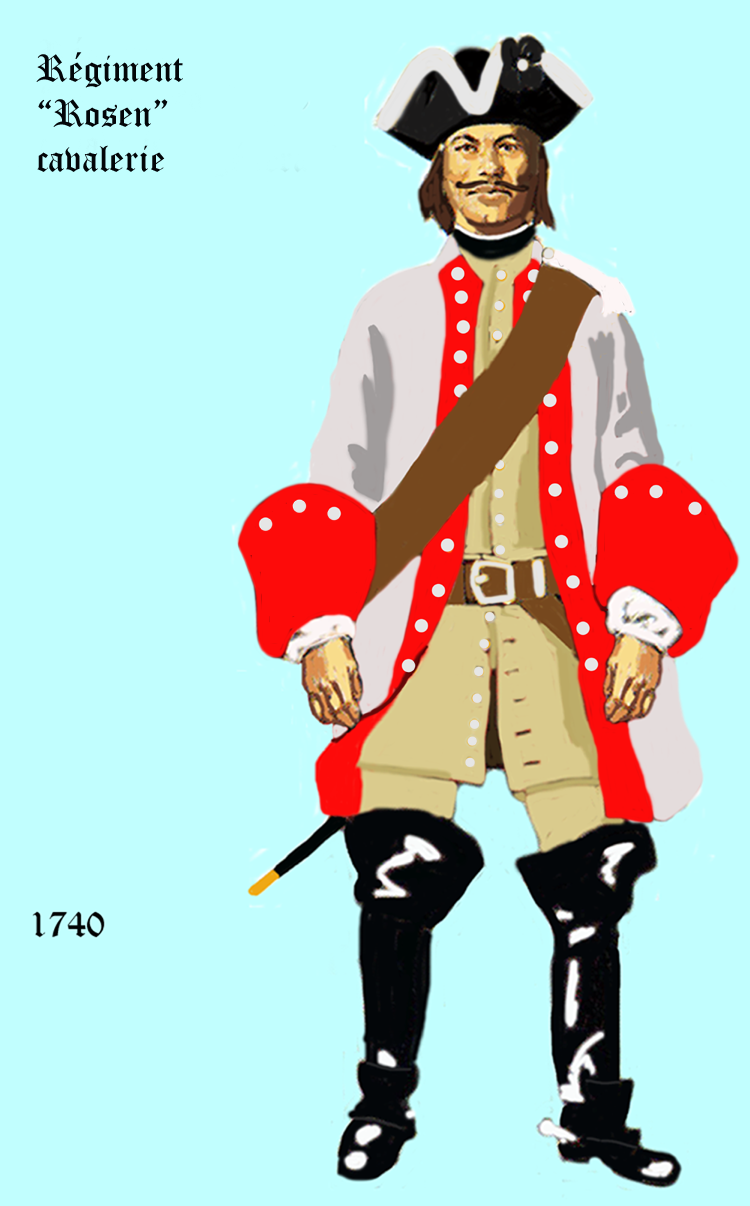
de 1740 à 1749

## Régiment de Rottembourg cavalerie
- Régiment de Rottembourg cavalerie

C'est l'ancien régiment de Rosen cavalerie (1635-1749) qui prend le titre de « régiment Rottembourg cavalerie » après avoir été donné, le 9 novembre 1682, à Frédéric Nicolas, comte de Rottembourg, gendre de Conrad de Rosen. Engagé dans la guerre des Réunions, il participe aux prises de Courtrai, de Dixmude, au bombardement d'Audenarde en 1683 et au siège de Luxembourg en 1684. Reformé le 26 septembre 1684, après la trêve de Ratisbonne, il est rétabli le 20 août 1688 pour participer à la guerre de la Ligue d'Augsbourg. Il est envoyé en Flandre en 1689, et assiste à la bataille de Fleurus en 1690, au siège de Mons, à la bataille de Leuze en 1691, aux sièges de Namur et de Charleroi, à la bataille de Steinkerque en 1692, aux sièges d'Huy et de Charleroi, et à la bataille de Neerwinden en 1693, au bombardement de Bruxelles en 1695. Il reprend le nom de régiment de Rosen cavalerie après avoir été donné, le 17 février 1696, à Reynold Charles, comte de Rosen, beau-frère de Rottembourg. Il reprend le nom de régiment de Rottembourg cavalerie après avoir été donné, le 2 avril 1709, à Conrad-Alexandre, comte de Rottemhourg, neveu de Reynold Charles, comte de Rosen. Engagé dans la guerre de Succession d'Espagne il se trouve à la bataille de Malplaquet, et reste en Flandre jusqu'à la paix. Engagé dans la guerre de la Quadruple-Alliance, il se trouve en Espagne en 1719. Il prend le nom de régiment d'Helmstad cavalerie après avoir été donné, en juin 1720, à N. d'Helmstad, beau-frère du précédent.

## Régiment de Rouanette cavalerie
- Régiment de Rouanette cavalerie

Le régiment est levé, le 6 juillet 1647, par Gaspard de Michal de Rouanette pour participer à la guerre franco-espagnole. Affecté dans la Flandre, il se trouve aux sièges de La Bassée et de Lens. Il prend le nom de régiment de Persan cavalerie après avoir été donné, en 1648, à François de Vaudétar, marquis de Persan.

## Régiment de Roussillon cavalerie (1649-1652)
- Régiment de Roussillon cavalerie (1649-1652) 

C'est l'ancien régiment de Moustaros cavalerie, qui prend le nom de « régiment de Roussillon cavalerie », après avoir été donné, en 1649, au comte de Roussillon. Il combat en Guyenne en 1652 et est licencié à la fin de la campagne.

## Régiment de Roussillon cavalerie
- Régiment de Roussillon cavalerie

## Régiment de Rouvray cavalerie
- Régiment de Rouvray cavalerie

C'est l'ancien régiment de Roncherolles cavalerie, qui prend le nom de « régiment de Rouvray cavalerie », après avoir été donné, le 28 mai 1649, à François de Courseulles, marquis de Rouvray. Engagé dans la guerre franco-espagnole il se trouve aux sièges de Cambrai et de Condé en 1649, et au secours de Mouzon en 1650. En 1652, le régiment passe à un frère du marquis de Rouvray puis il est repris en 1654 par le premier Rouvray. Il combat en Picardie en 1655, puis il est envoyé en Flandre en 1657 et il participe au siège de Dunkerque et à la bataille des Dunes en 1658. Le régiment est licencié en Flandre le 20 juillet 1660, à l'exception de la compagnie mestre de camp. Rétabli le 7 décembre 1665, par François de Courseulles, marquis de Rouvray, il est engagé dans la guerre de Dévolution et participe aux prises de Bergues, de Furnes, de Courtrai, et d'Audenarde en 1667. Le régiment est licencié le 24 mai 1668, sauf la compagnie du mestre de camp. Il fait partie des 66 escadrons de 1669, destinés à fournir des régiments. Rétabli le 9 août 1671 par le marquis de Rouvray, le régiment est engagé, en 1672, dans la guerre de Hollande. En avril 1673 le mestre de camp se démet une seconde fois en faveur de son frère. Le régiment se trouve aux prises de Dinant, de Huy, de Limbourg, de Trèves, et à la bataille de Consarbrück en 1675, puis aux sièges de Condé et de Bouchain en 1676. Le régiment est réformé le 8 août 1679.

## Régiment Royal-Allemand cavalerie
- Régiment Royal-Allemand cavalerie 

Le 1er décembre 1761, le régiment reçoit l'incorporation du régiment de Wurtemberg cavalerie.
.	

Régiment Royal-Allemand cavalerie
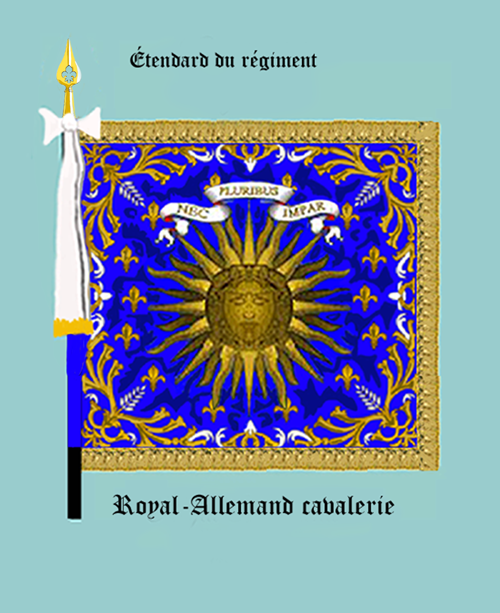
avers
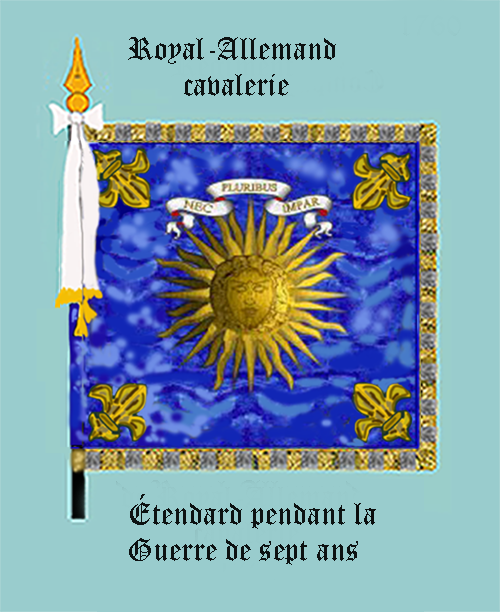
avers (vers 1760)
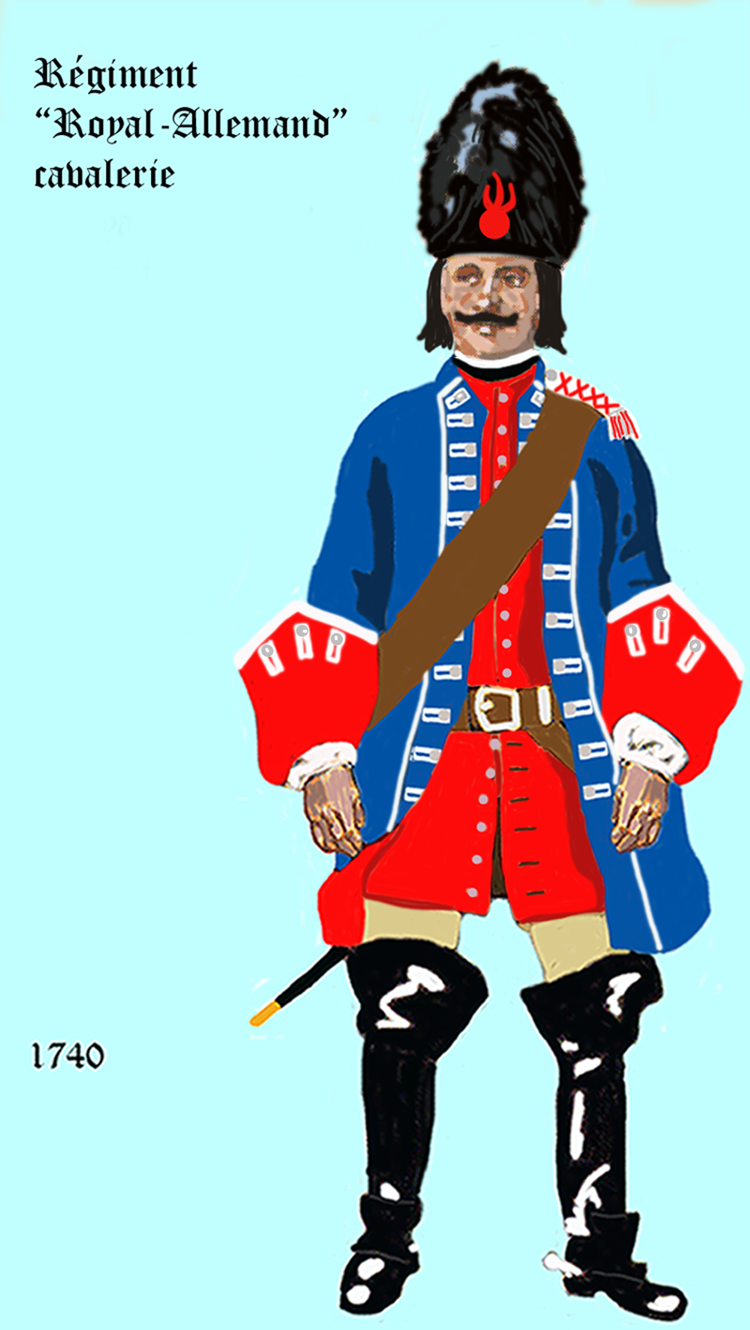
de 1740 à 1757
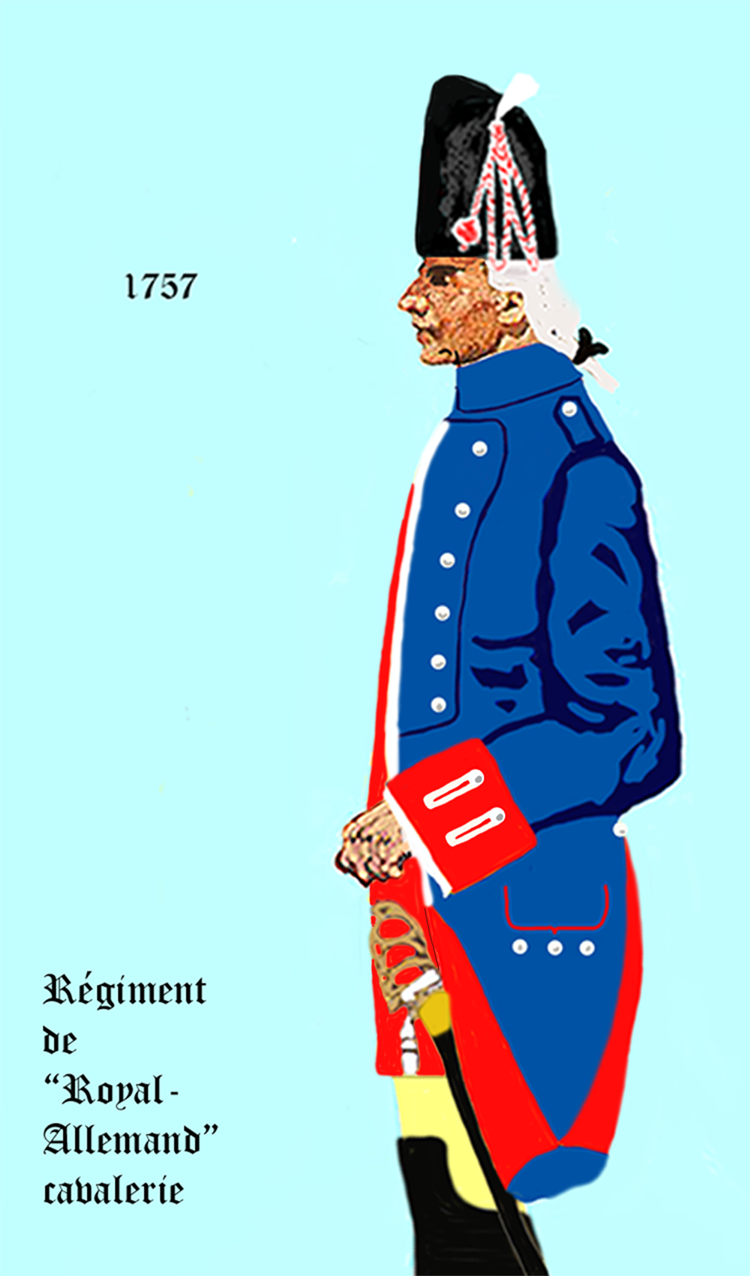
de 1757 à 1762
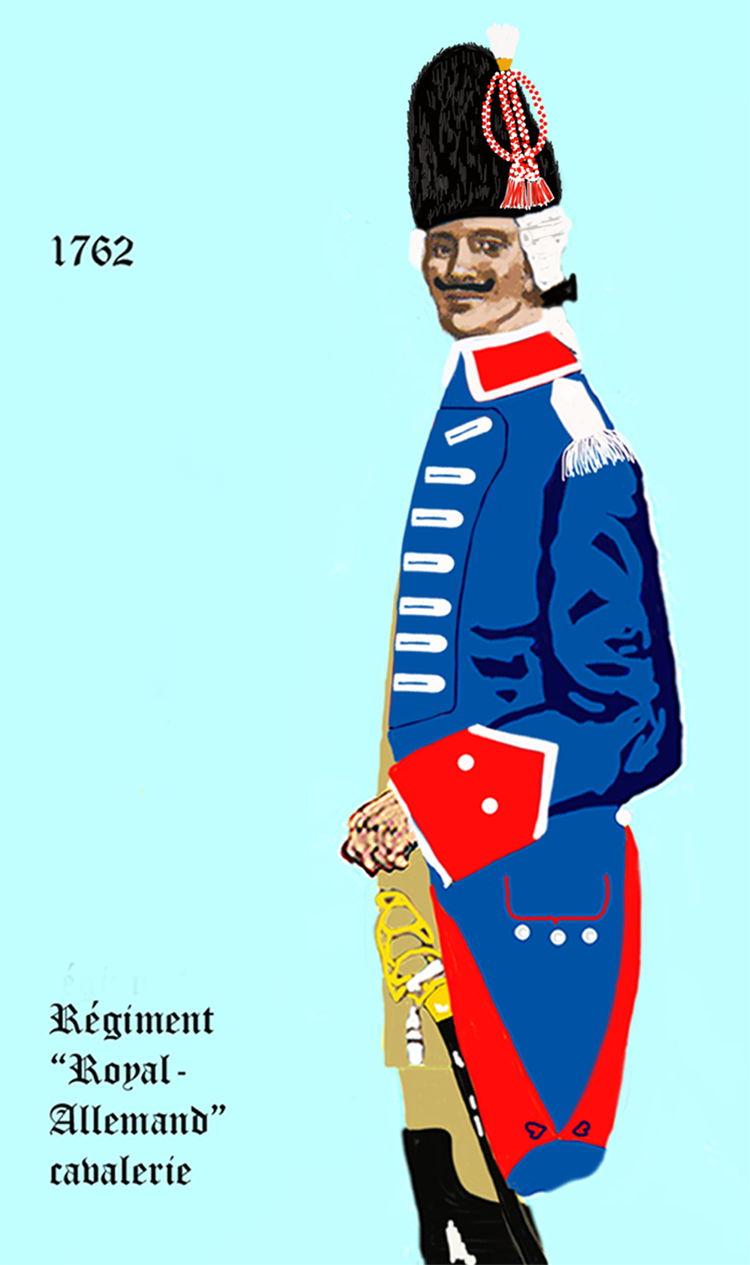
de 1762 à 1767
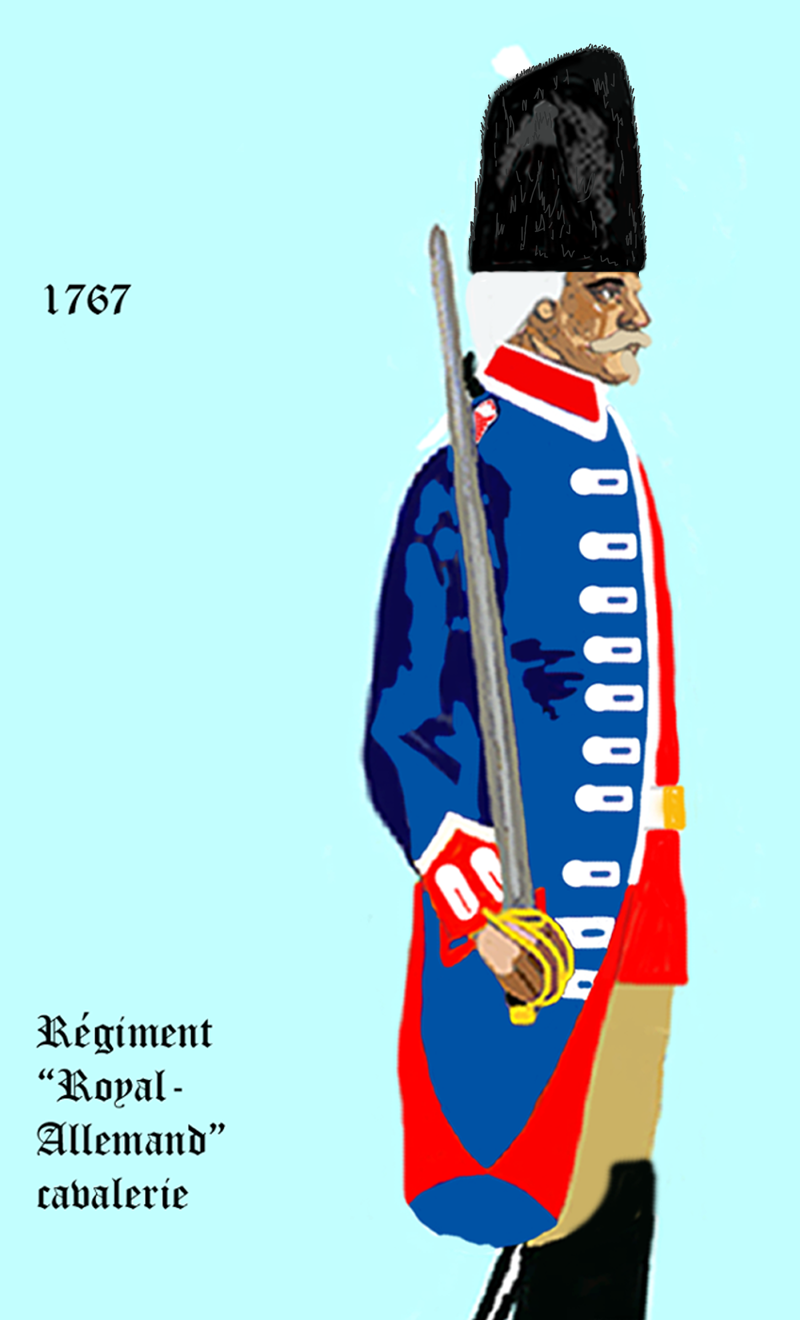
de 1767 à 1776
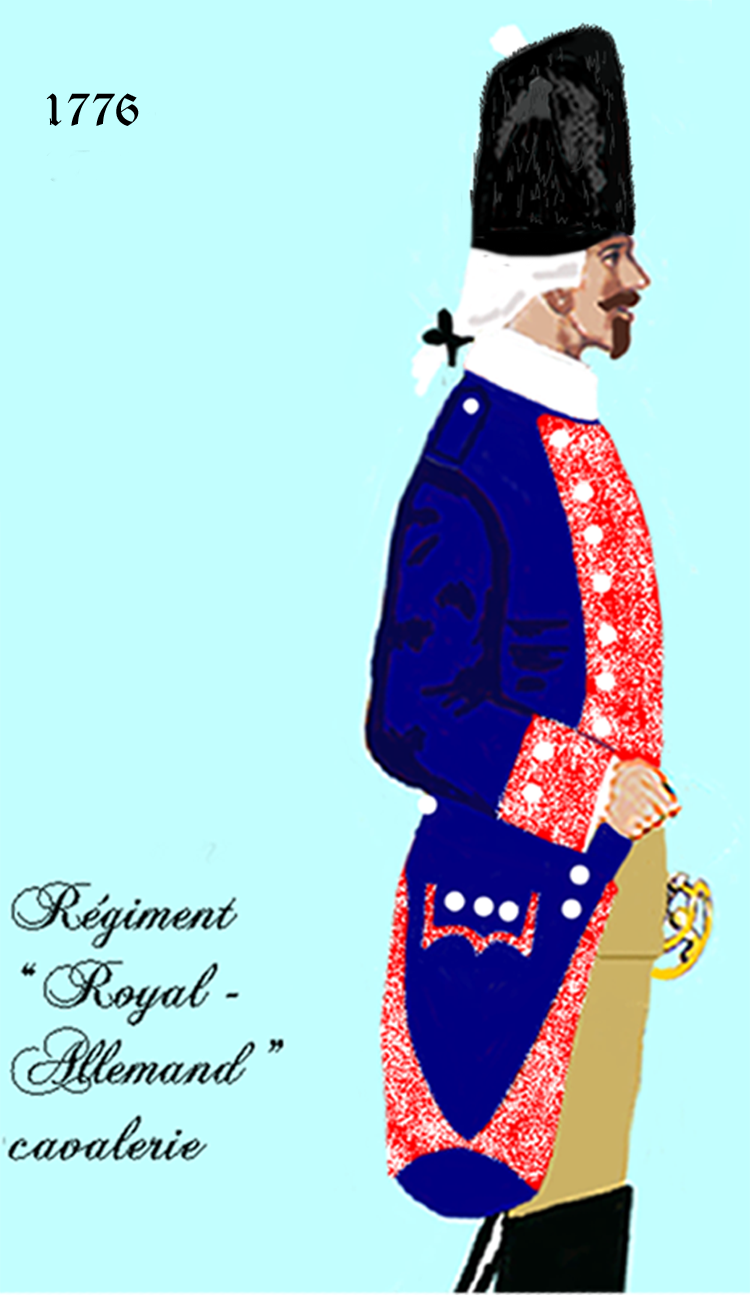
de 1776 à 1779
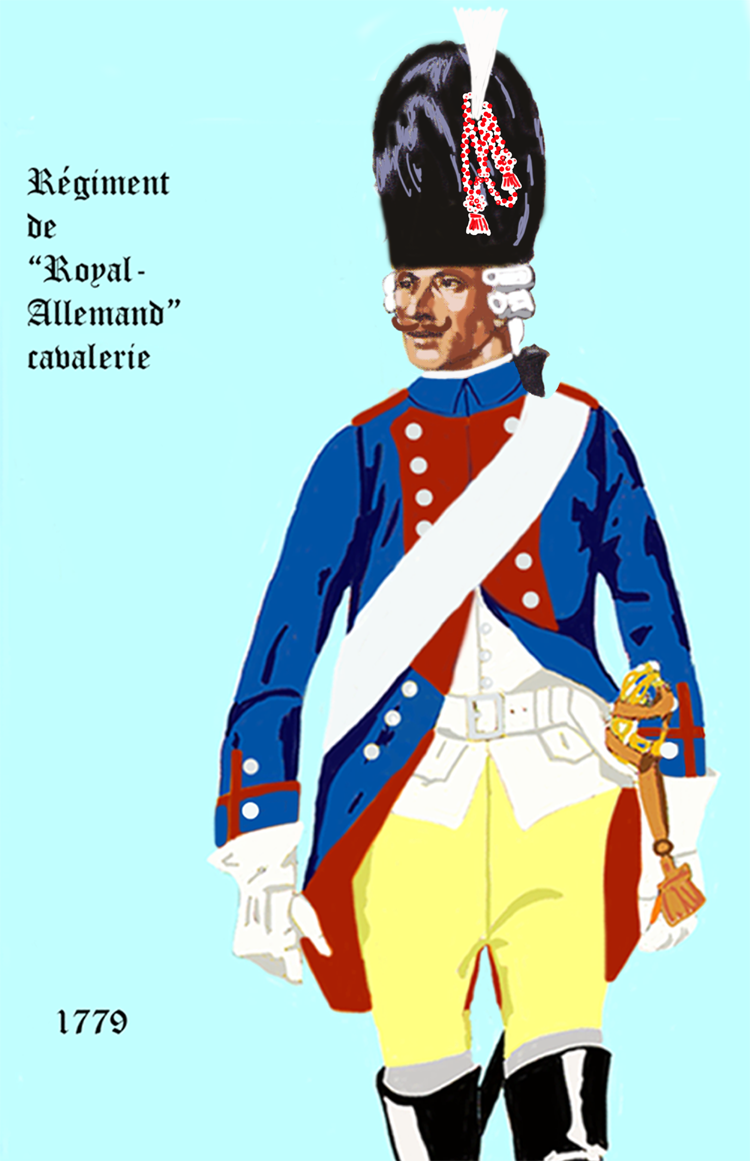
de 1779 à 1786
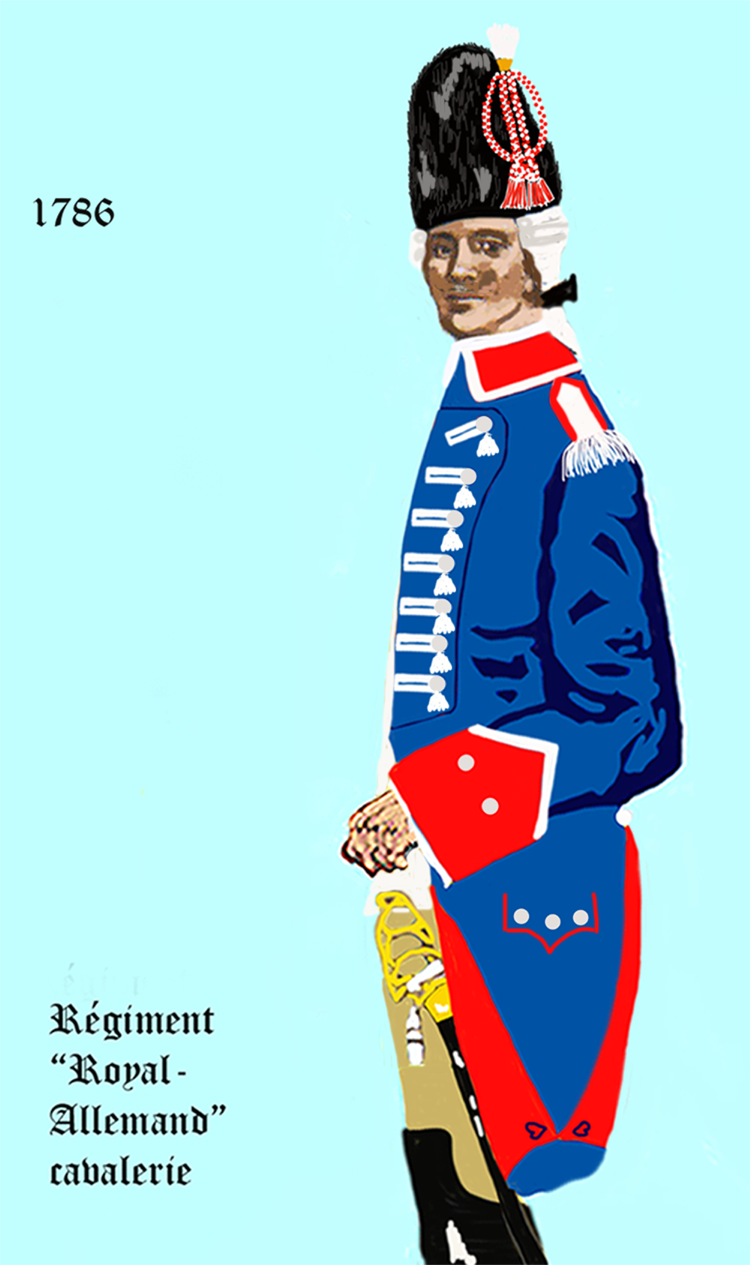
de 1786 à 1791
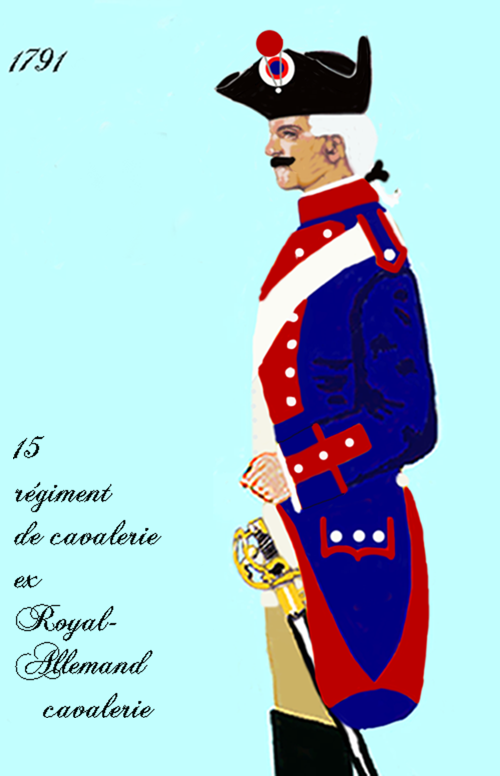
de 1791 à 1792

## Régiment Royal-Carabiniers
- Régiment Royal-Carabiniers

## Régiment Royal cavalerie
- Régiment Royal cavalerie également appelé Royal Cavalerie

C'est l'ancien régiment Cardinal-Duc cavalerie qui prend le titre de « régiment Royal cavalerie » le 1er août 1643 après la mort du cardinal de Richelieu. Le régiment est engagé dans les guerres de Dévolution, de Hollande, des Réunions, de la Ligue d'Augsbourg, de Succession d'Espagne, de la Quadruple-Alliance, de Succession de Pologne, de Succession d'Autriche et de Sept Ans. Le « régiment Royal cavalerie » devient sous la Révolution le 2e régiment de cavalerie et depuis le Premier Empire le 2e régiment de cuirassiers.
.

Régiment Royal cavalerie
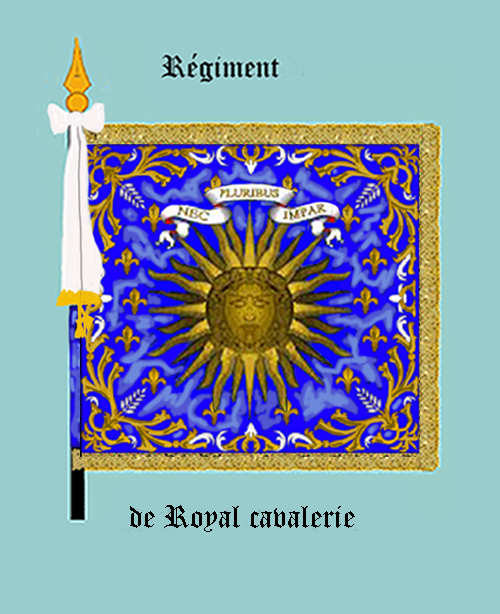
vers 1750, avers
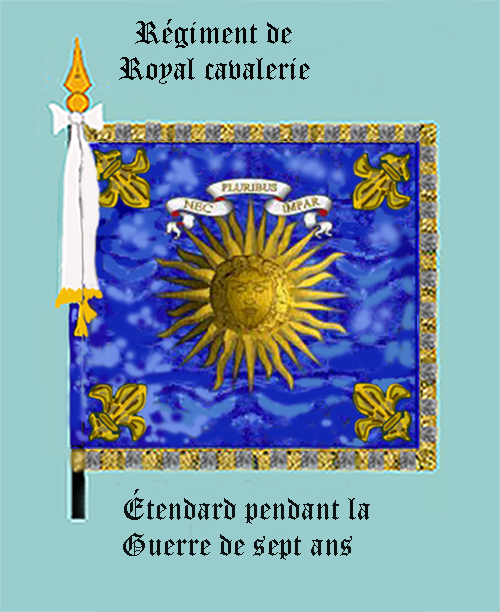
pendant la guerre de Sept Ans, avers
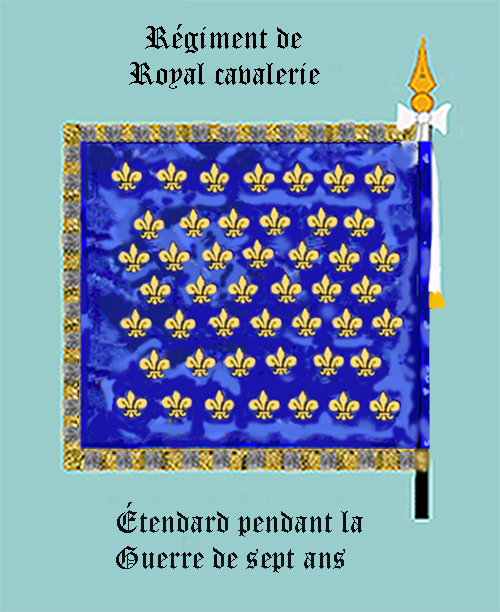
pendant la guerre de Sept Ans, revers
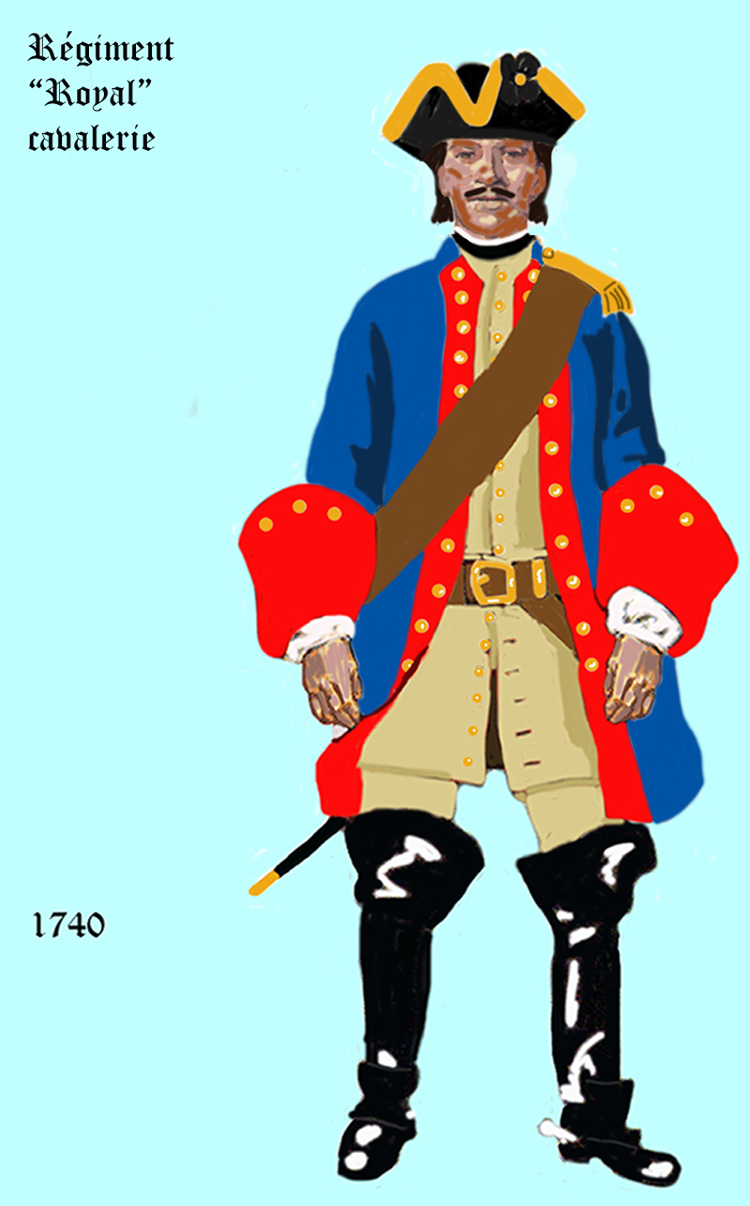
de 1740 à 1757
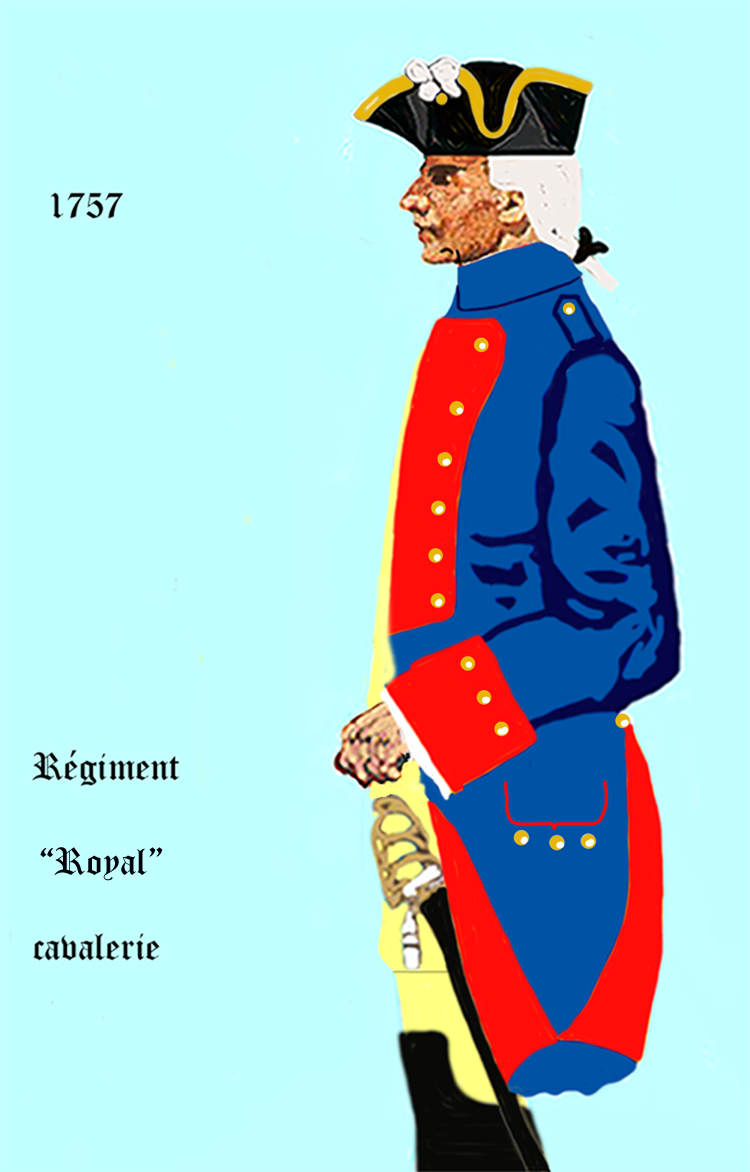
de 1757 à 1762
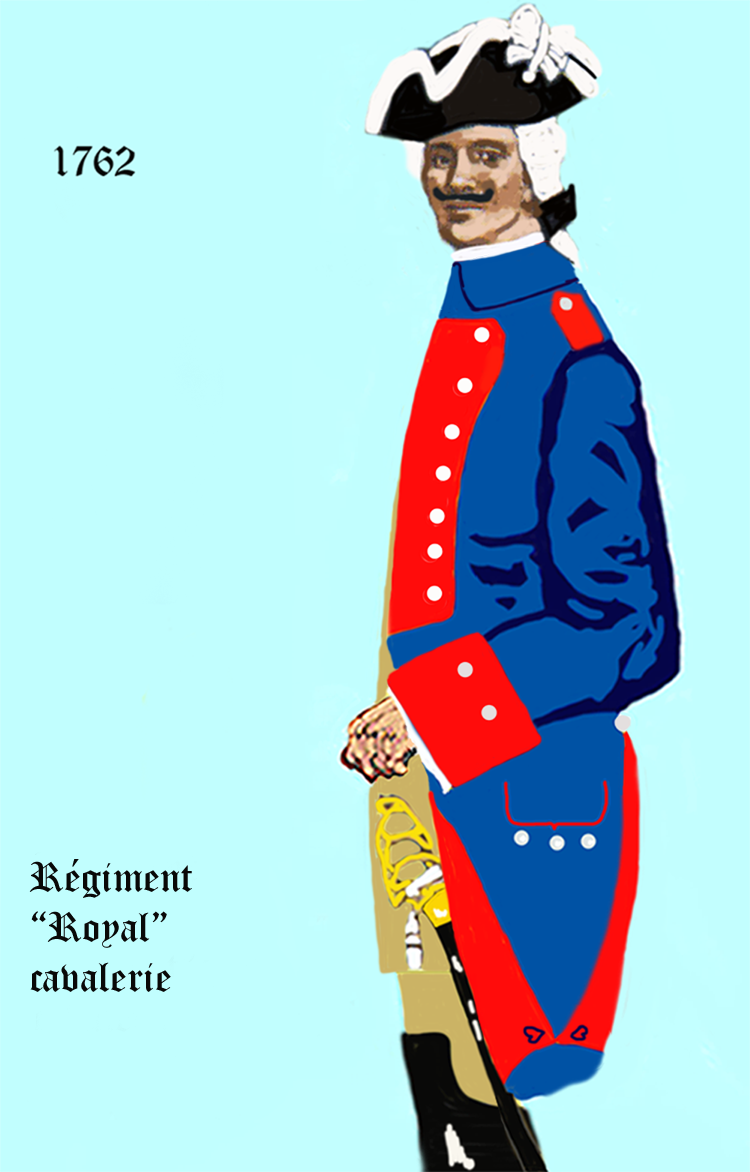
de 1762 à 1767
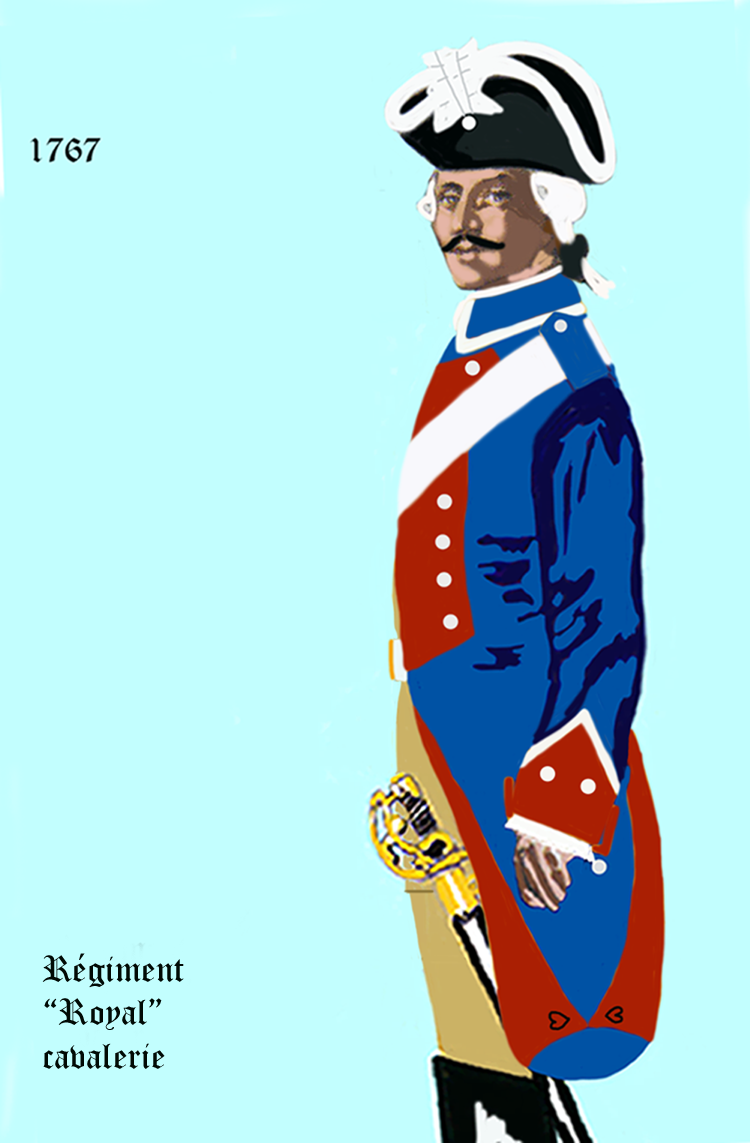
de 1767 à 1776
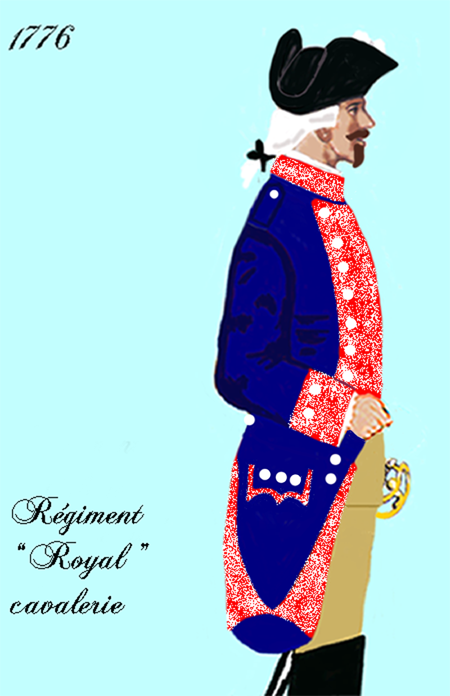
de 1776 à 1779
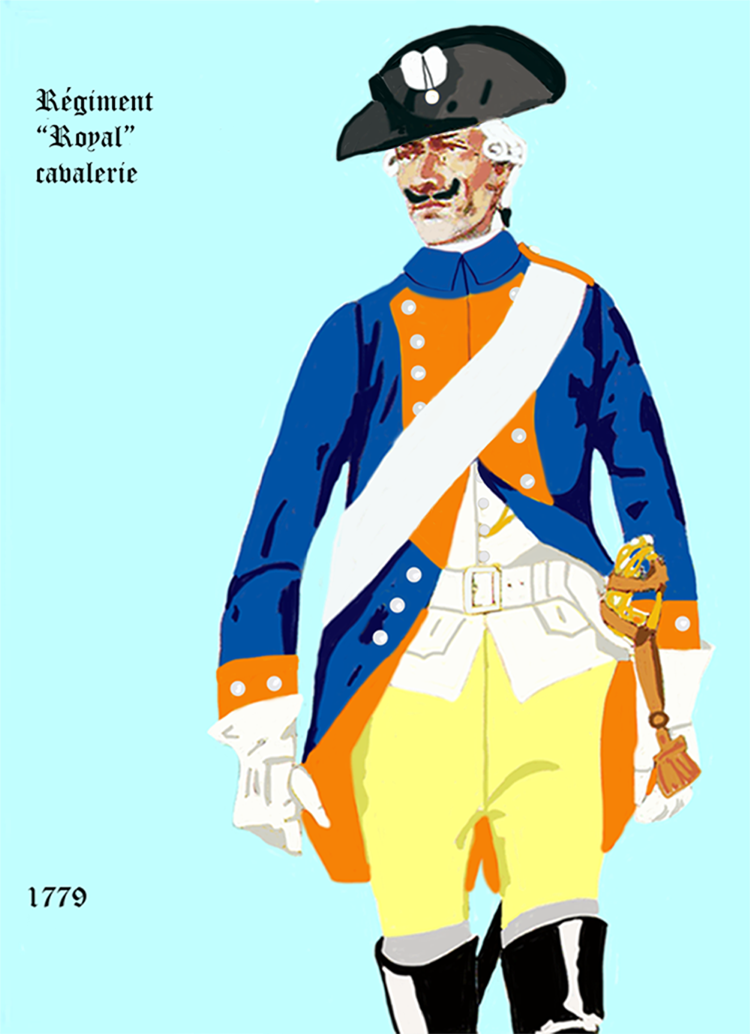
de 1779 à 1786
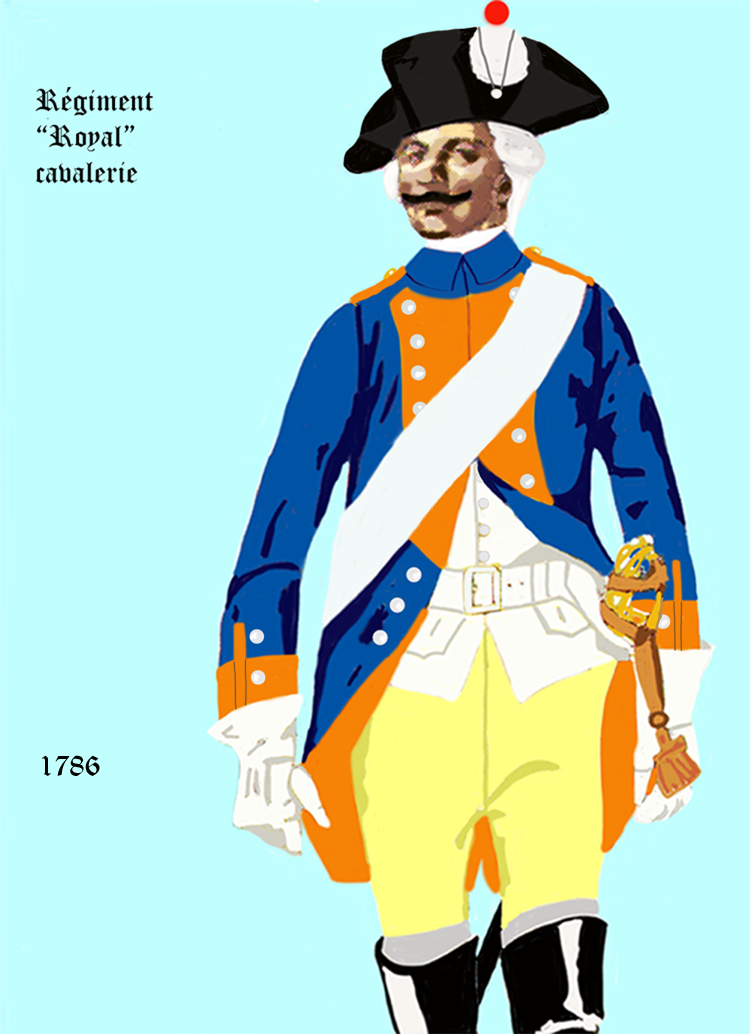
de 1786 à 1791
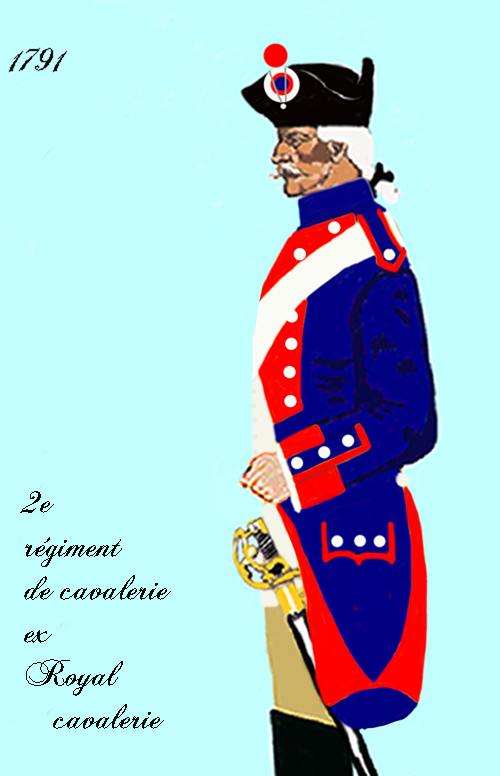
à partir de 1791

## Régiment Royal dragons
- Régiment Royal dragons également appelé Royal Dragons

Ce régiment est formé le 27 janvier 1668, avec 12 compagnies du régiment des Dragons Étrangers du Roi. Il participe à l'ensemble des guerres de Louis XIV et Louis XV. En 1678, il reçoit l'incorporation du régiment de Languedoc dragons qui avait été réformé. En 1776, il est renforcé du 3e escadron de chasseurs de la Légion Royale. Le « régiment Royal dragons » est devenu depuis la Révolution le 1er régiment de dragons.
.	

Régiment Royal dragons
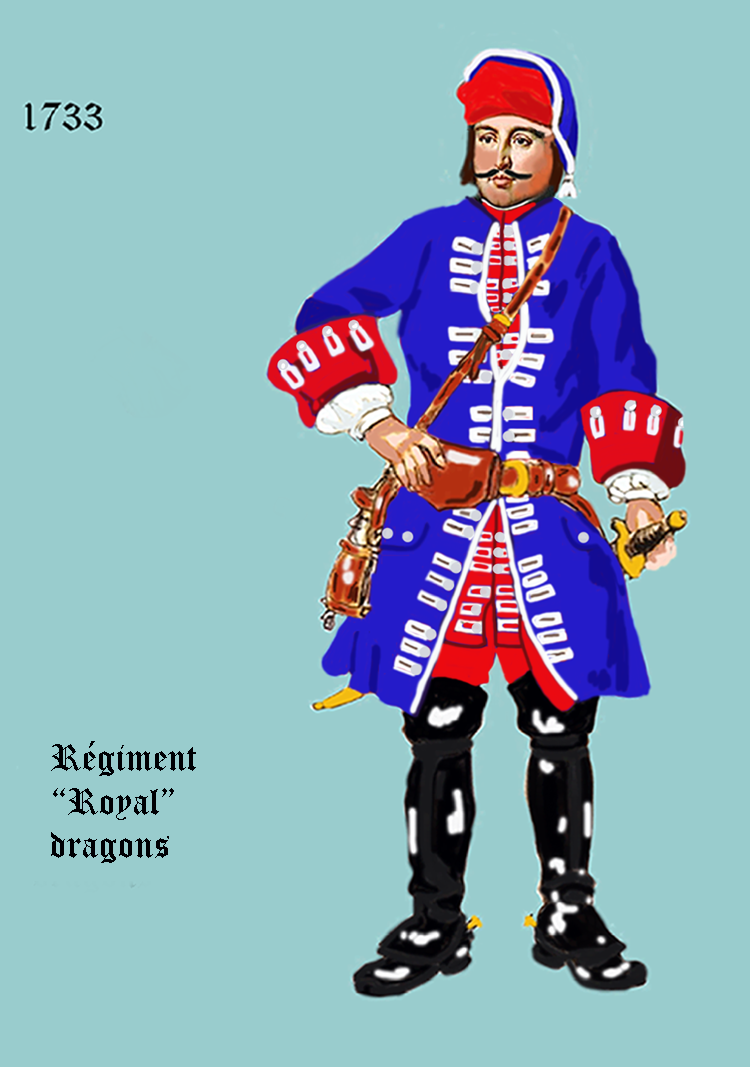
de 1733 à 1750
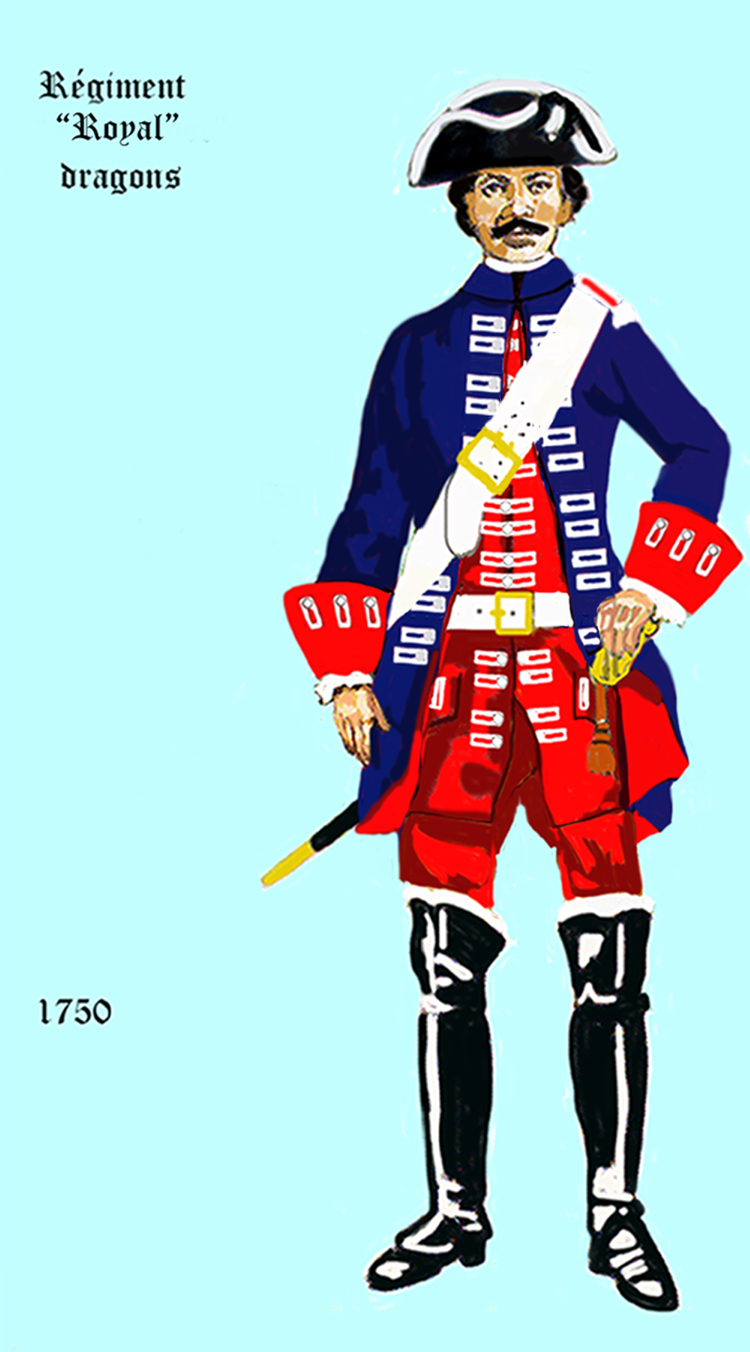
de 1750 à 1762
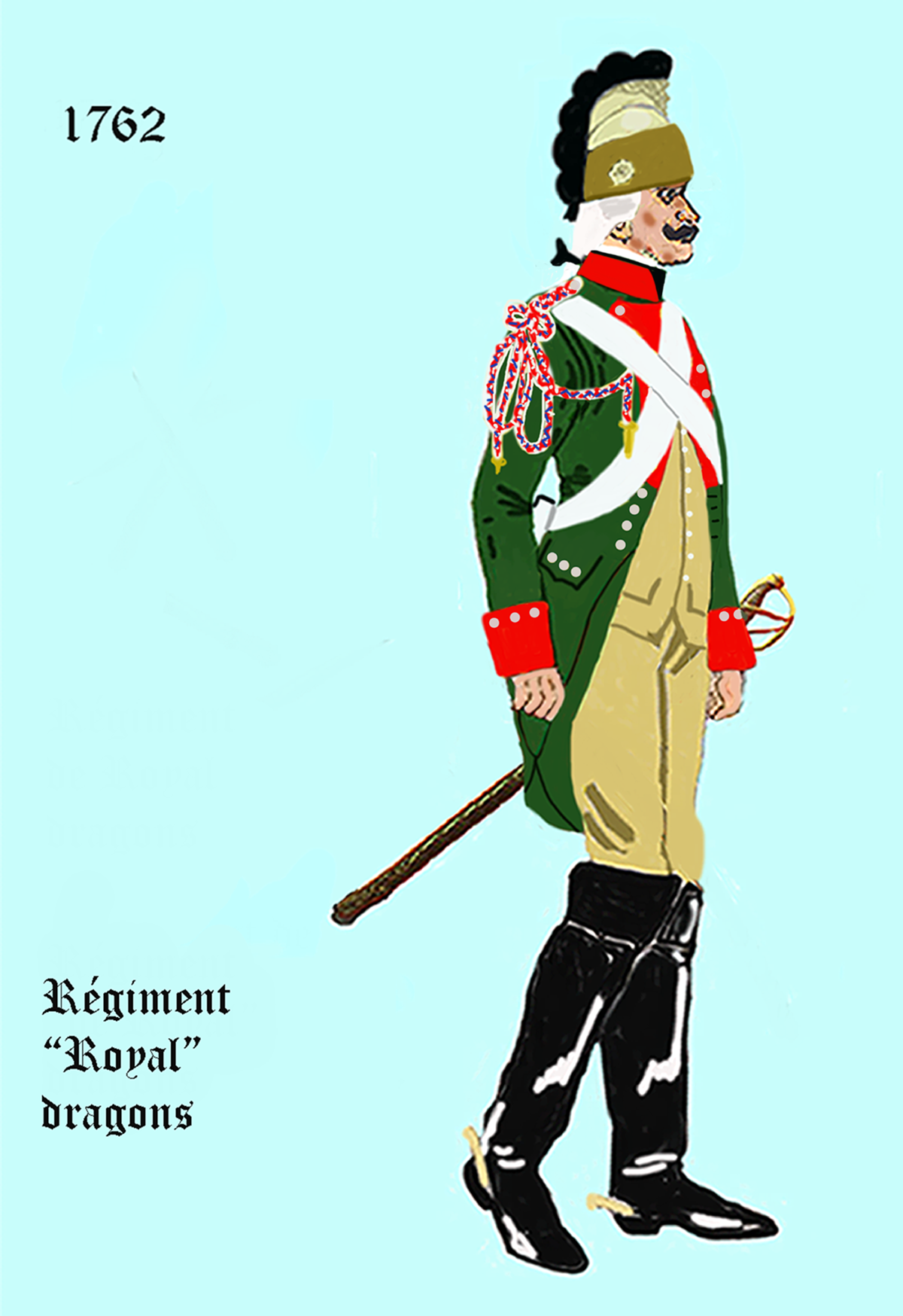
de 1762 à 1763
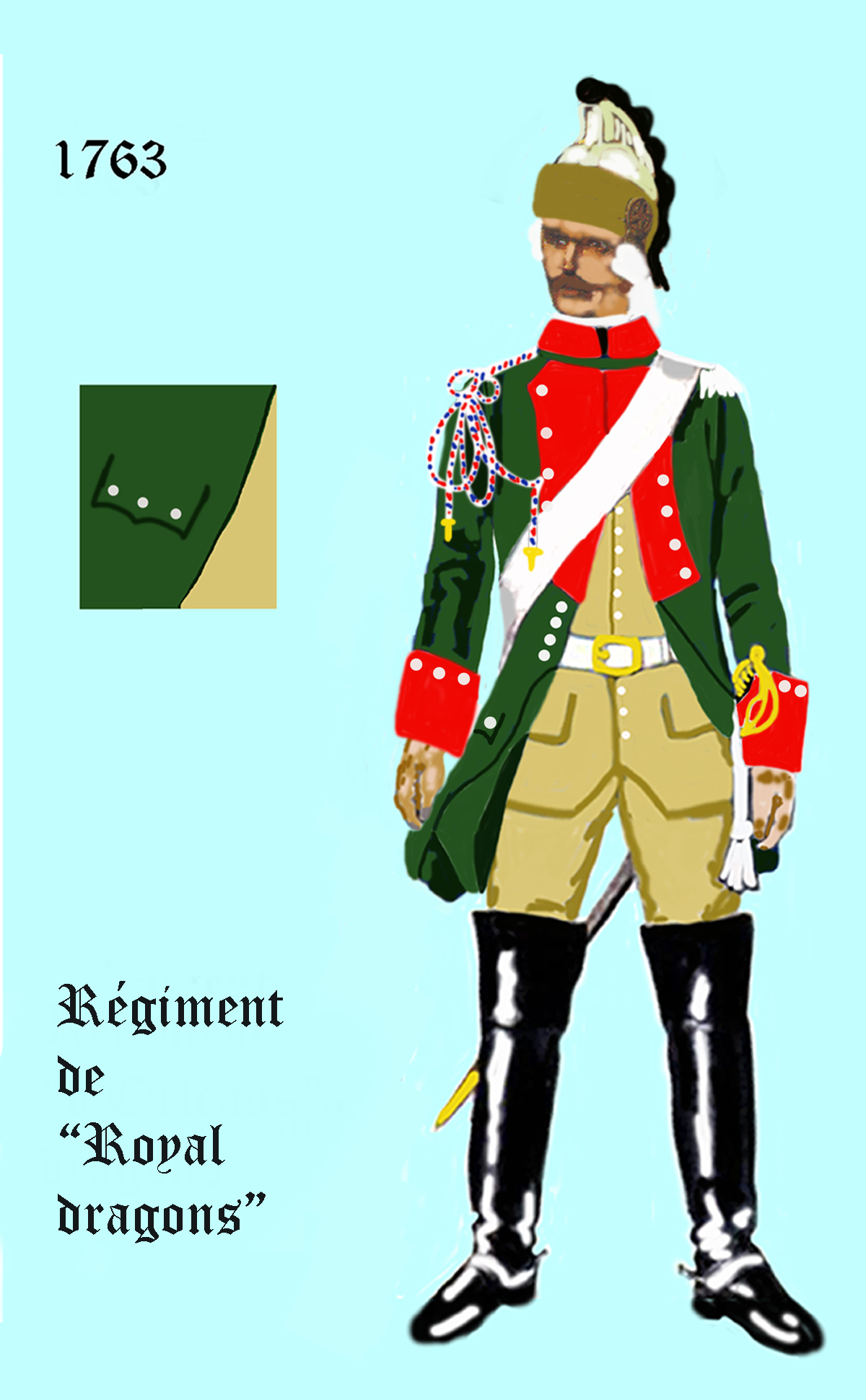
de 1763 à 1776
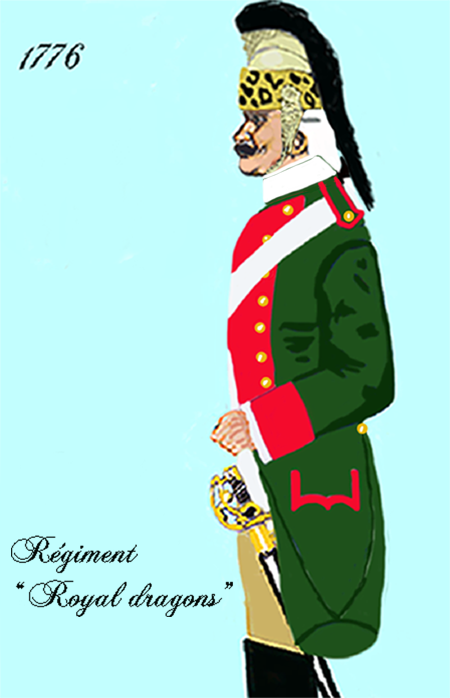
de 1776 à 1779
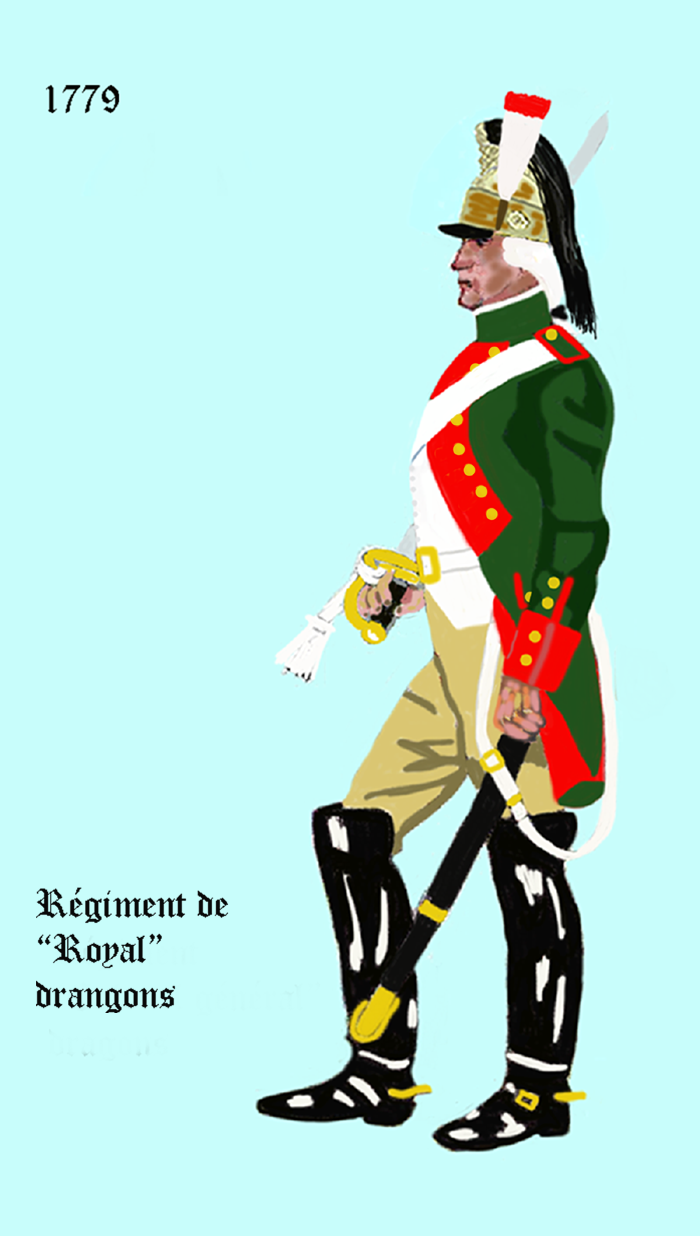
de 1779 à 1786
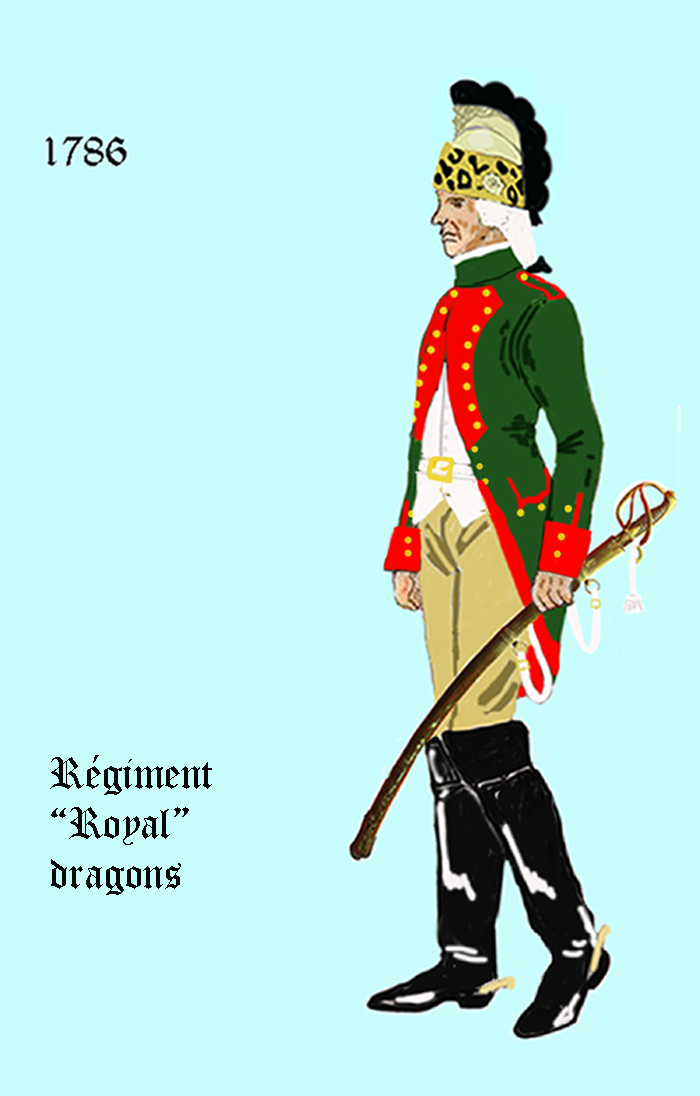
de 1786 à 1791
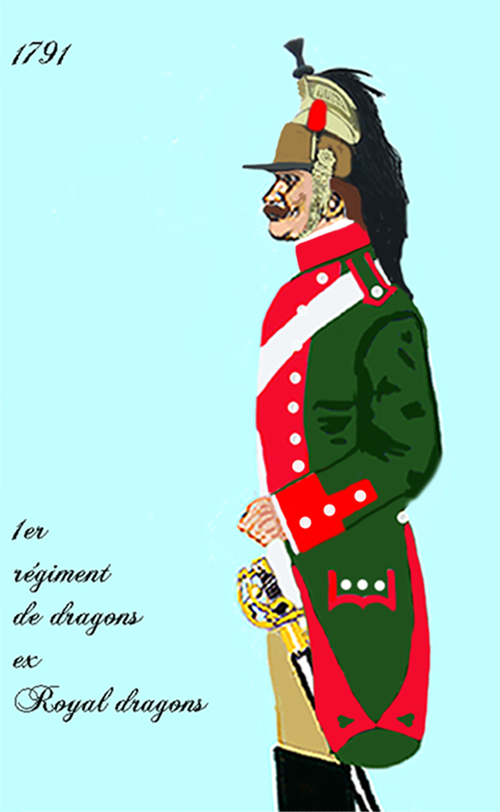
après 1791

## Régiment Royal-Allemand cavalerie
- Régiment Royal-Allemand cavalerie

## Régiment Royal-Bourgogne cavalerie
- Régiment Royal-Bourgogne cavalerie

## Régiment Royal-Cravates cavalerie
- Régiment Royal-Cravates cavalerie

C'est l'ancien régiment de Balthazard cavalerie, qui est renommé « régiment Royal-Cravates cavalerie », par le roi Louis XIV, en 1667. Le « régiment Royal-Cravates cavalerie » devient sous la Révolution le 10e régiment de cavalerie et depuis le Premier Empire le 10e régiment de cuirassiers.
.	

Régiment Royal-Cravates cavalerie
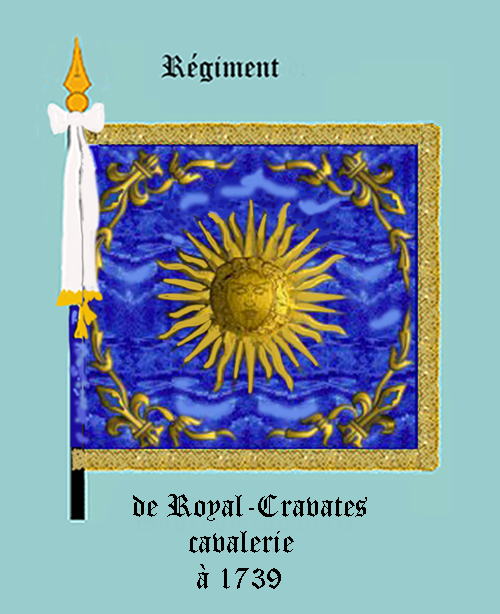
jusqu’à 1739, avers
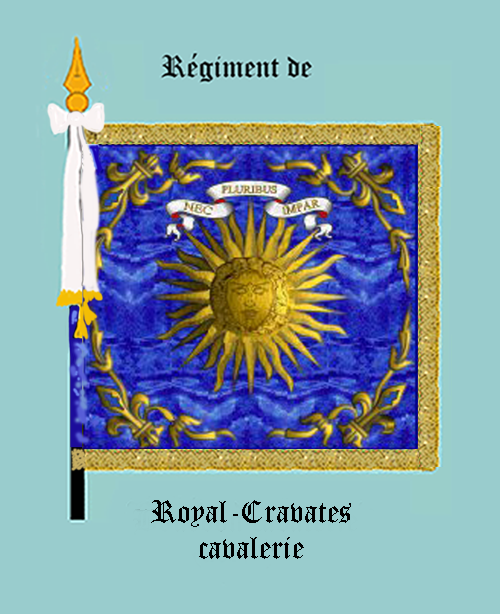
après 1739, avers
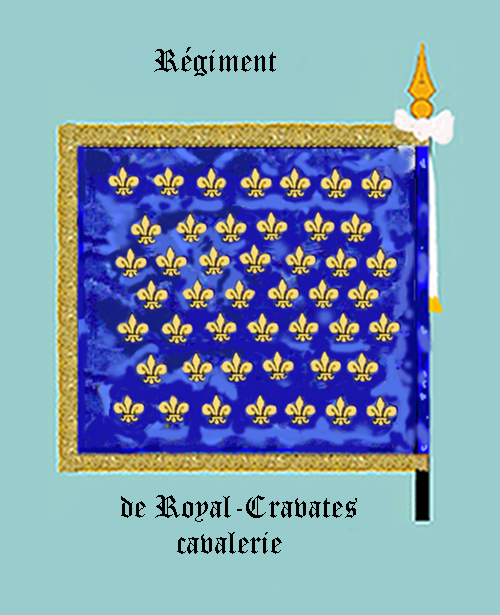
revers (1667 à 1791)
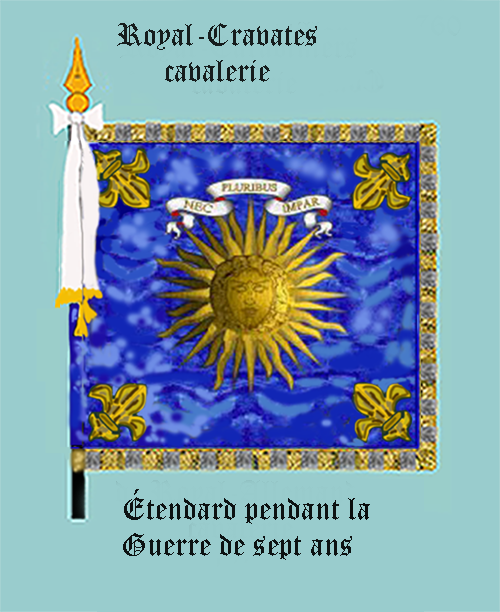
avers (pendant de la Guerre de sept ans)
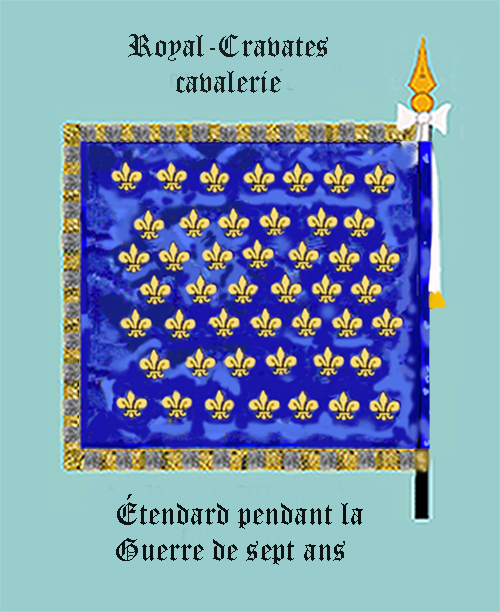
revers (pendant de la Guerre de sept ans)
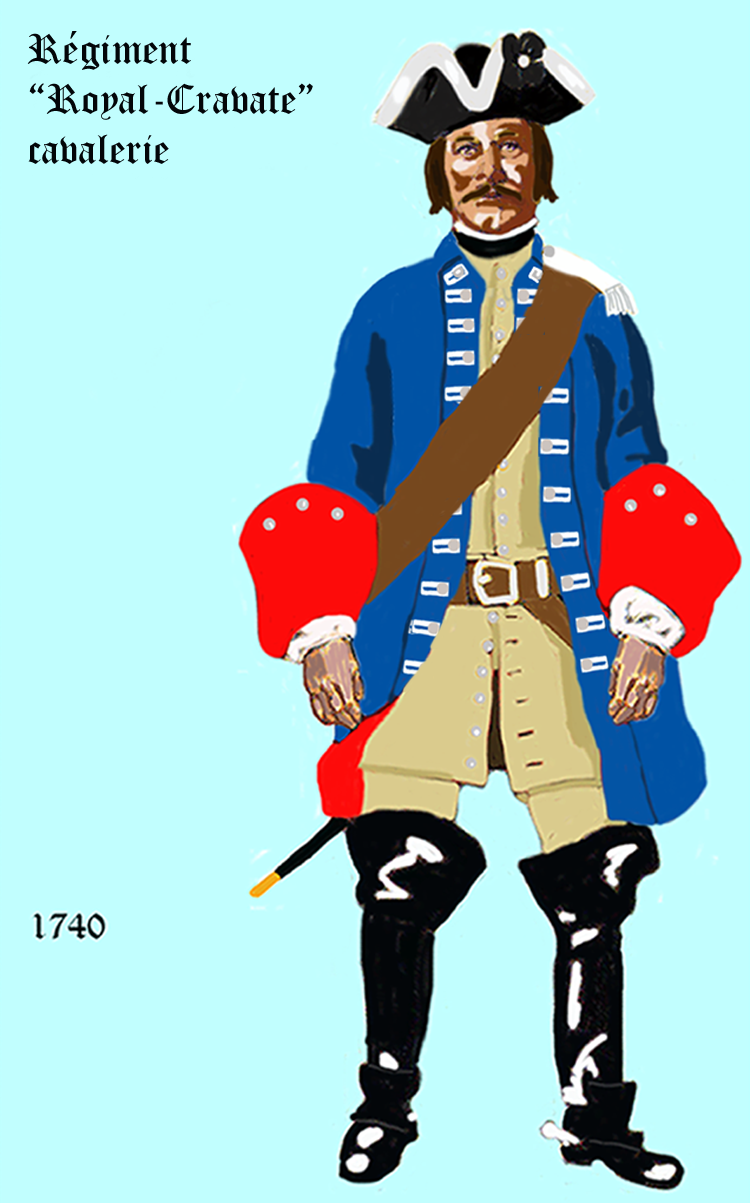
de 1740 à 1757
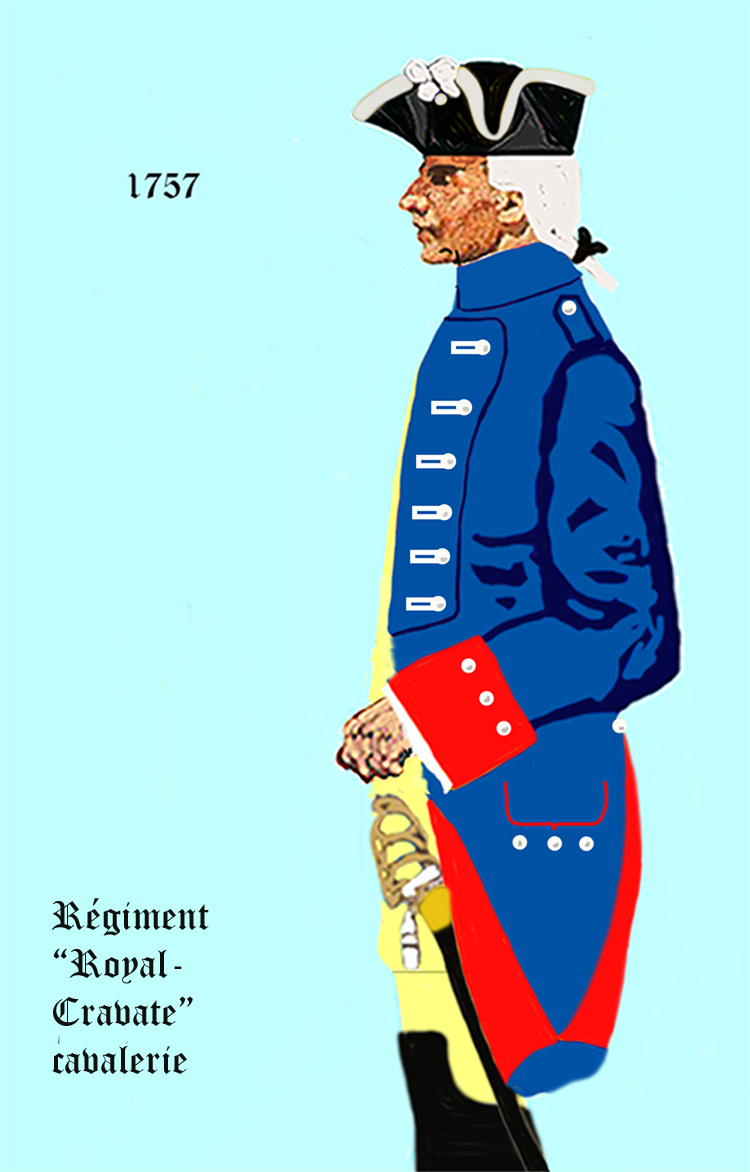
de 1757 à 1762
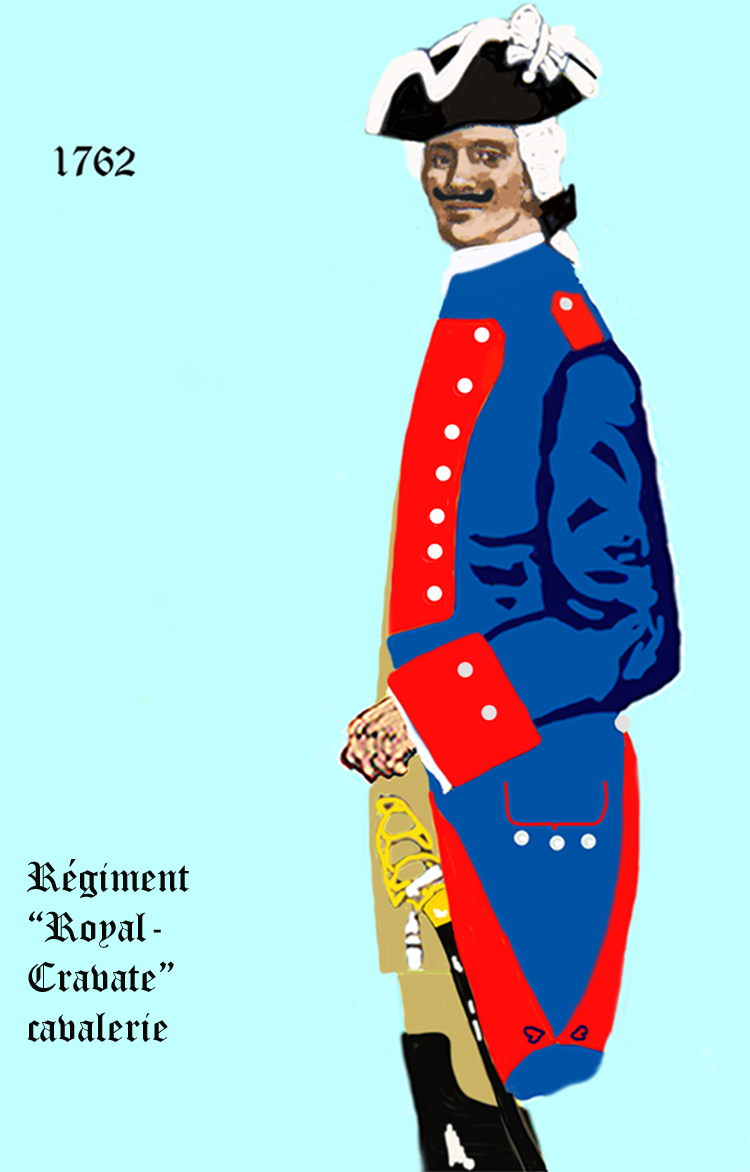
de 1762 à 1767
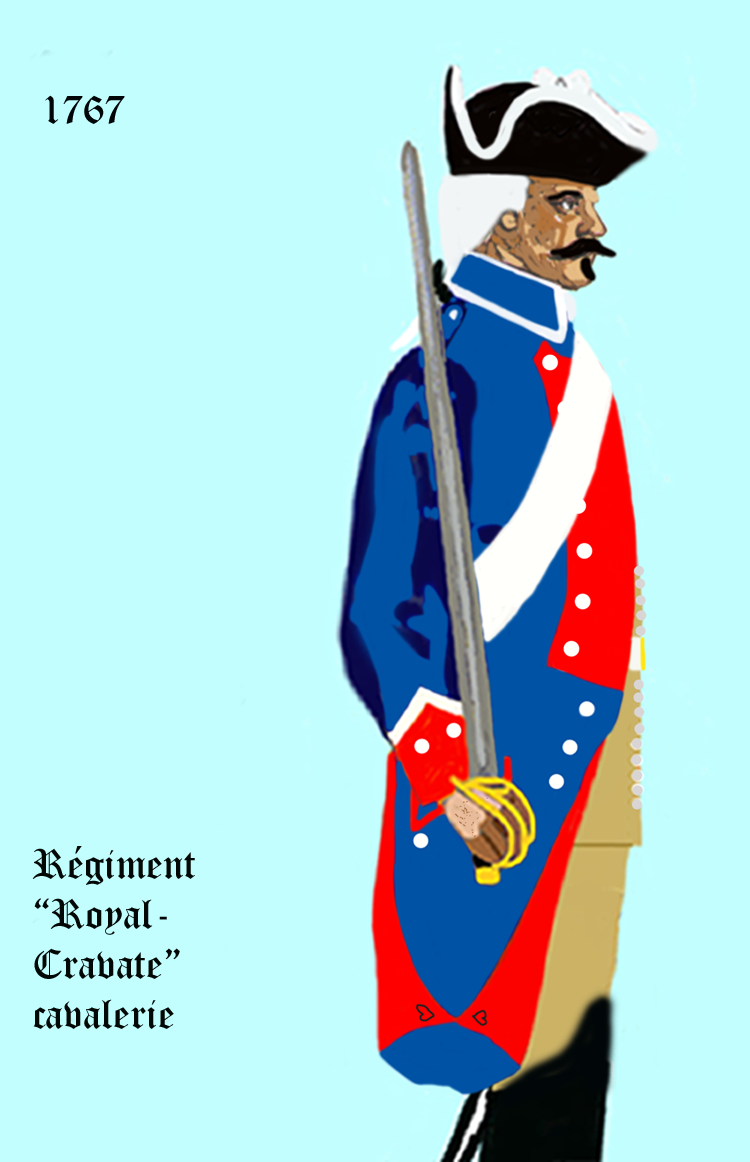
de 1767 à 1776
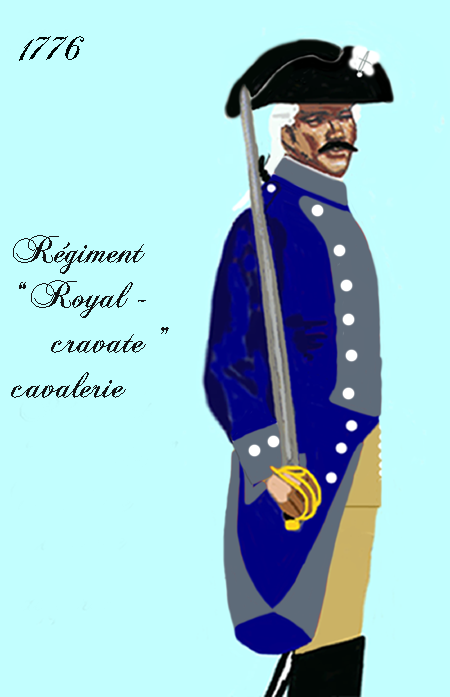
de 1776 à 1791
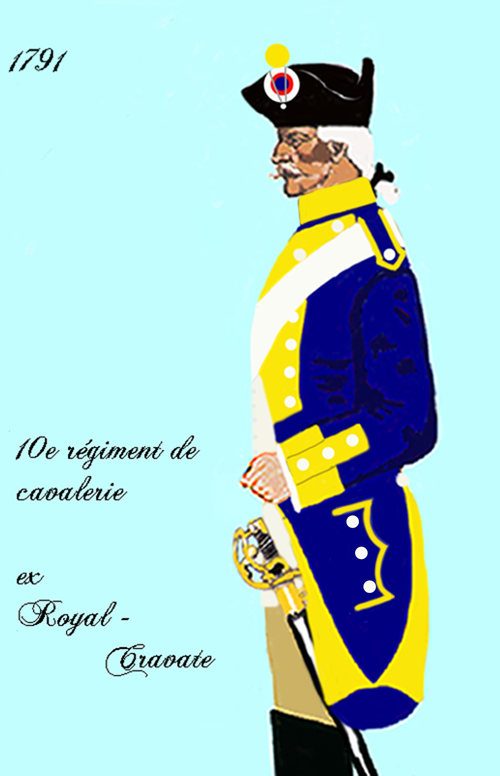
de 1791 à 1803

## Régiment Royal-Étranger cavalerie
- Régiment Royal-Étranger cavalerie

## Régiment Royal-Lorraine cavalerie
- Régiment Royal-Lorraine cavalerie

## Régiment Royal-Nassau hussards
- Régiment Royal-Nassau hussards

## Régiment Royal-Navarre cavalerie
- Régiment Royal-Navarre cavalerie

C'est l'ancien régiment de Vienne cavalerie, qui, par ordonnance du 1er décembre 1761 prend le titre de « régiment Royal-Navarre cavalerie ». Par ordonnance du 1er décembre 1761 on lui donne le titre de Régiment Royal-Navarre cavalerie avec le 16e rang dans la cavalerie. Le « régiment Royal-Navarre cavalerie » devient sous la Révolution le 22e régiment de cavalerie et en 1803 le régiment est licencié, une partie est alors versée dans les 9e et 12e régiments de cuirassiers.
.	

Régiment du Royal-Navarre cavalerie
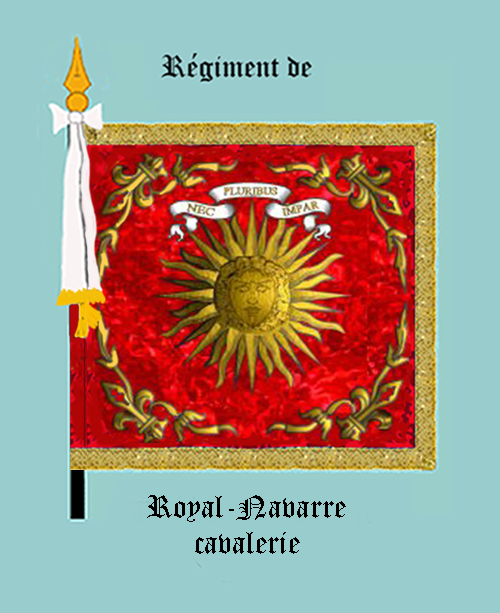
avers
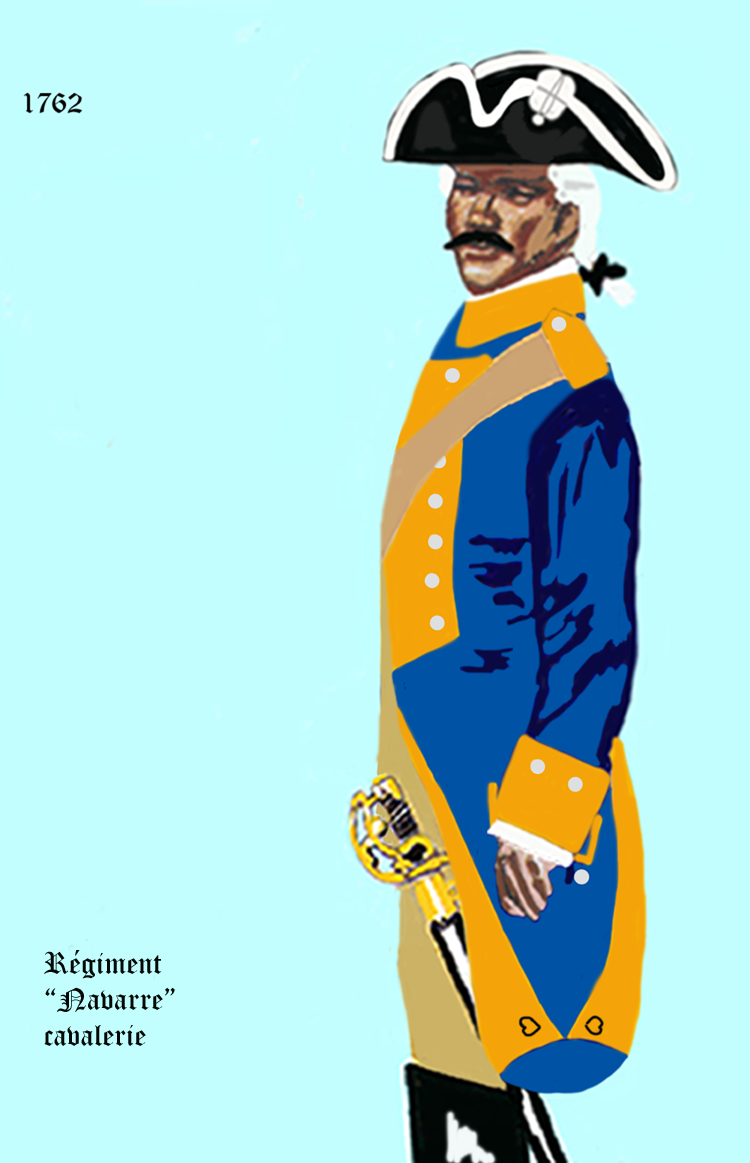
de 1762 à 1767
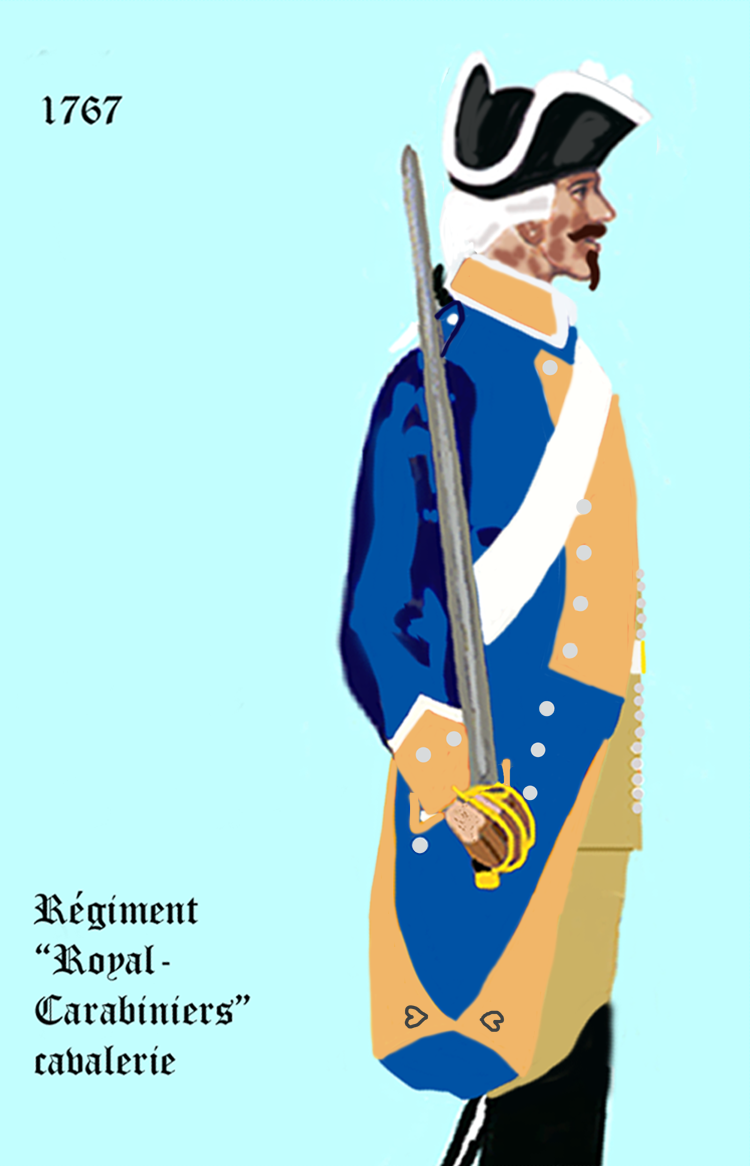
de 1767 à 1776
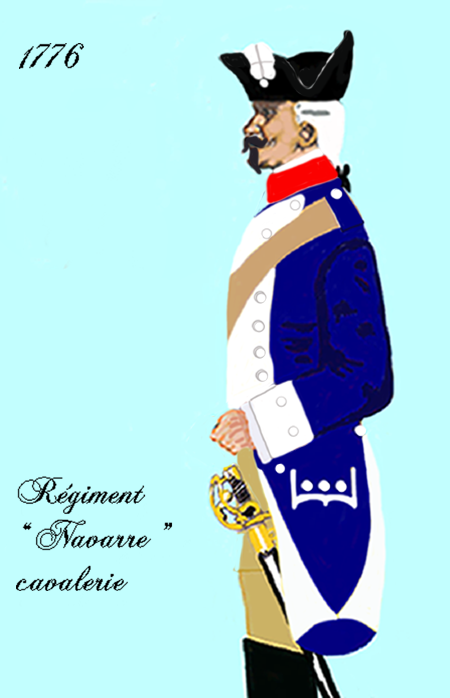
de 1776 à 1779
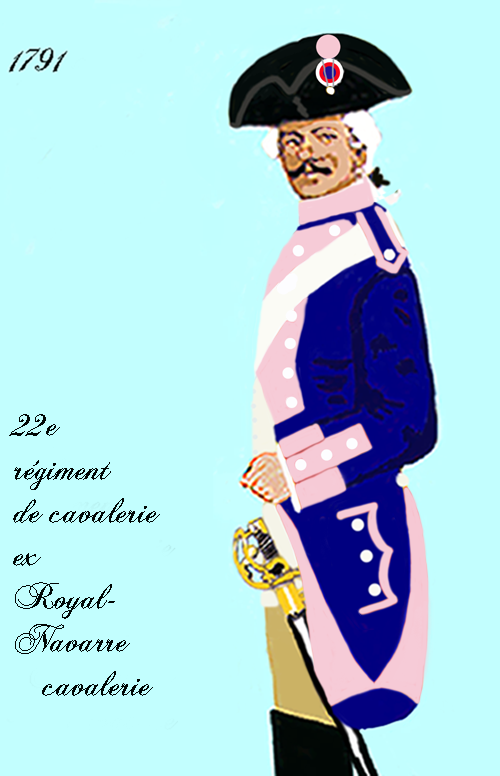
de 1791 à 1792

## Régiment Royal-Normandie cavalerie
- Régiment Royal-Normandie cavalerie

## Régiment Royal-Piémont cavalerie
- Régiment Royal-Piémont cavalerie

## Régiment Royal-Pologne cavalerie
- Régiment Royal-Pologne cavalerie, (anciennement Stanislas-Roi)

## Régiment Royal-Roussillon cavalerie
- Régiment Royal-Roussillon cavalerie (issu en 1668 du régiment de Montclar Catalan)

## Régiment de Rubécourt cavalerie
- Régiment de Rubécourt cavalerie

C'est l'ancien régiment de Noirlieu cavalerie, qui est renommé « régiment de Rubécourt cavalerie » après avoir été donné au début de 1649 au marquis de Rubécourt. Le régiment est engagé dans le blocus de Paris et au combat de Charenton. Il prend le nom de Régiment d'Espiès cavalerie après avoir été donné le 29 avril 1649 à Charles Cossart, marquis d'Espiès.

## Régiment de Ruffey
- Régiment de Ruffey[9] (cavalerie)

## Régiment de Rusworms cavalerie
- Régiment de Rusworms cavalerie 

C'est l'ancien régiment de Forbus cavalerie qui prend le nom de « régiment de Rusworms cavalerie » après avoir été donné le 17 octobre 1641, au colonel de Rusworms, que l'on trouve parfois écrit Wunsworth. Dans le cadre de la guerre de Trente Ans, il participe à la bataille de Tuttlingen en 1643 et aux batailles de Mariendal et de Nordlingen en 1645. Le régiment disparait probablement après cette dernière bataille.

## Régiment de Ruvigny cavalerie
- Régiment de Ruvigny cavalerie 

C'est l'ancien régiment de Tupalden cavalerie qui prend le nom de « régiment de Ruvigny cavalerie » après avoir été donné le 26 novembre 1647, à Henri de Massué, marquis de Ruvigny. Engagé dans la guerre de Trente Ans, il sert  en Flandre en 1648, assiste aux sièges d'Ypres, de Furnes et à la bataille de Lens la même année, aux prises de Cambrai et de Condé en 1649, à la bataille de Rethel en 1650 sert en Flandre en 1651 et rejoint l'armée de Turenne en 1652. Il prend le nom de régiment de Toiras cavalerie après avoir été donné le 6 avril 1652, à Louis de Bermont du Caylar, marquis de Toiras.